# Boeing 767
Vous lisez un « article de qualité » labellisé en 2015.
Le Boeing 767 est un avion de ligne à réaction gros-porteur de taille moyenne construit depuis 1979 par Boeing Commercial Airplanes. Il est le premier biréacteur à fuselage large du constructeur et le premier avion de ligne à être équipé d'un cockpit à deux membres d'équipage avec une planche de bord tout écran. L'avion est équipé de deux turboréacteurs à double flux, d'un empennage conventionnel et, pour réduire la traînée aérodynamique, d'un profil de voilure supercritique. Conçu comme avion de ligne gros-porteur plus petit que les appareils précédents, tels que le 747, le 767 a une capacité allant de 181 à 375 passagers et une autonomie de 7 130 à 11 825 km, selon les versions. Le développement du 767 ayant été fait en simultané avec celui d'un biréacteur à fuselage étroit, le 757, les deux appareils partagent des caractéristiques communes ; de ce fait, une certification unique permet de piloter les deux appareils.
Le 767 est produit dans trois longueurs de fuselage différentes. Le 767-200 original entre en service en 1982, suivi par le 767-300 en 1986 et le 767-400ER, une version de portée accrue (extended-range, ER), en 2000. Les modèles 767-200ER et 767-300ER, à autonomie accrue, entrent respectivement en service en 1984 et 1988, tandis qu'une version cargo, le 767-300F, fait ses débuts en 1995. Des programmes de conversion ont modifié des 767-200 et 767-300 de passagers pour un usage cargo, tandis que les dérivés militaires comprennent l'avion de surveillance E-767, les ravitailleurs en vol KC-767 et KC-46, et des transports VIP. Les moteurs installés sur le 767 peuvent être les turboréacteurs à double flux General Electric CF6, Pratt & Whitney JT9D et PW4000, et Rolls-Royce RB211.
United Airlines met le premier 767 en service en 1982. L'appareil est initialement exploité sur les lignes intérieures et transcontinentales, sur lesquelles il montre la fiabilité de sa conception biréacteur. En 1985, le 767 devient le premier avion de ligne bimoteur à recevoir l'approbation réglementaire pour des vols transocéaniques (ETOPS 120). L'avion est ensuite utilisé pour développer un service sans escale sur les itinéraires intercontinentaux moyen et long-courriers. En 1986, Boeing commence à étudier un 767 à plus grande capacité, qui conduit finalement au développement du 777, un plus gros biréacteur gros-porteur. Dans les années 1990, le 767 devient l'avion de ligne le plus fréquemment utilisé pour des vols transatlantiques entre l'Amérique du Nord et l'Europe.
En mai 2020, le 767 avait reçu 1 278 commandes de 75 clients, dont 1 187 avaient été livrées ; 729 de ces appareils étaient en service en juillet 2019. La version la plus populaire est le 767-300ER, avec 583 livraisons ; Delta Air Lines est le principal opérateur du 767, avec 77 appareils. Les principaux concurrents sont les Airbus A300, A310 et A330-200, tandis qu'un successeur, le 787 Dreamliner, entre en service en octobre 2011.

## Développement

### Contexte historique
En 1970, le 747 de Boeing devient le premier avion de ligne à réaction gros porteur à entrer en service. Il est le premier jet à passagers suffisamment large pour recevoir une cabine deux couloirs. Deux ans plus tard, le constructeur commence une étude de développement, nom de code 7X7, pour un nouvel avion gros-porteur destiné à remplacer le 707 et les autres avions à réaction moyen-porteurs,. L'appareil doit également avoir une configuration de cabine bicouloir, mais un plus petit fuselage que les gros-porteurs de l'époque : Boeing 747, McDonnell Douglas DC-10 et Lockheed L-1011 TriStar. Pour financer le coût de développement important de l'avion, Boeing signe un accord de partage des risques avec la société italienne Aeritalia et la Civil Transport Development Corporation (CTDC), un consortium d'entreprises aérospatiales japonaises. Ceci marque la première coentreprise internationale majeure du constructeur et Aeritalia et la CTDC reçoivent des contrats d'approvisionnement en retour pour leur participation précoce. Le 7X7 initial est imaginé comme un avion de ligne à décollages et atterrissages courts prévu pour les vols court-courriers, mais ce concept n'enthousiasme pas les clients, ce qui conduit à sa redéfinition comme avion de ligne de taille moyenne à autonomie transcontinentale. À ce stade, l'avion en projet est doté de deux ou trois moteurs, avec des configurations possibles comme les moteurs au-dessus des ailes et un empennage en « T ».

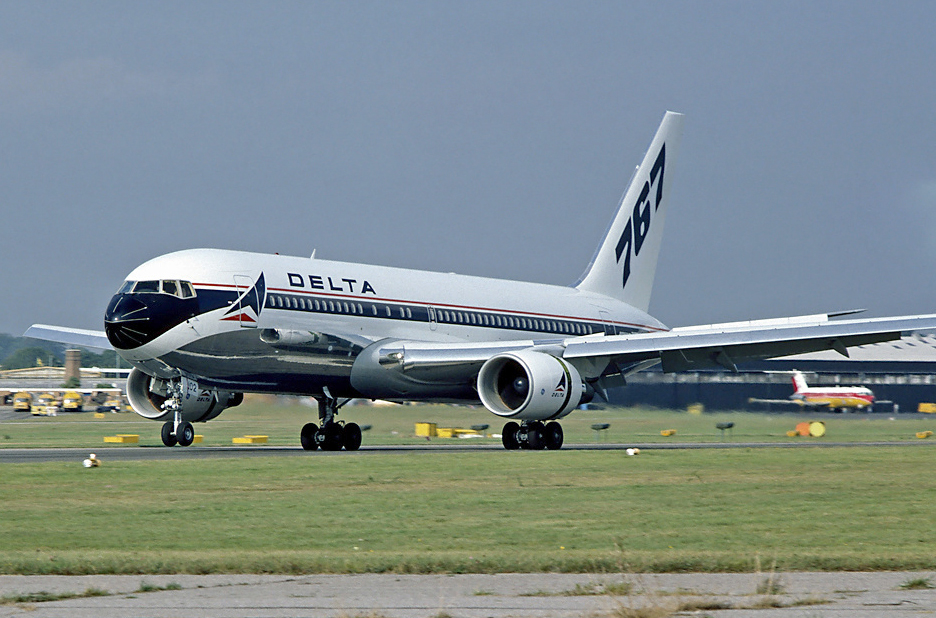
Le 7X7 fait son premier salon aéronautique de Farnborough en 1982 en tant que 767-200.

En 1976, un agencement biréacteur, similaire à celui qui a fait ses débuts sur l'Airbus A300, devient la configuration de base. La décision d'utiliser deux moteurs reflète la confiance accrue de l'industrie dans la fiabilité et l'économie des moteurs à réaction de nouvelle génération. Alors que les demandes des compagnies aériennes pour un nouvel avion gros-porteur restent ambigües, le 7X7 est, dans l'ensemble, centré sur les marchés de taille moyenne, à haute densité. En tant que tel, il est prévu pour transporter un grand nombre de passagers entre les principales villes. Les avancées dans la technologie aérospatiale civile, dont les turboréacteurs à double flux à haut taux de dilution, les nouveaux systèmes du poste de pilotage, les améliorations aérodynamiques et les matériaux de construction plus légers doivent être appliqués au 7X7,. Plusieurs de ces caractéristiques sont également intégrées dans un effort de développement parallèle pour un nouvel avion de ligne de taille moyenne à fuselage étroit, nom de code 7N7, qui doit devenir le 757. Le travail sur les deux projets se poursuit à travers la reprise de l'industrie du transport aérien à la fin des années 1970,.
En janvier 1978, Boeing annonce une extension majeure de son usine d'Everett — qui est ensuite consacrée à la production du 747 — pour accueillir sa nouvelle famille d'avions gros-porteurs. En février 1978, le nouvel avion de ligne reçoit la désignation de modèle 767, et trois variantes sont prévues : un 767-100 de 190 sièges, un 767-200 de 210 sièges et une version triréacteur 767MR/LR de 200 sièges prévue pour les lignes intercontinentales,. Le 767MR/LR est par la suite renommé 777 à des fins de différenciation. Le 767 est officiellement lancé le 14 juillet 1978, quand United Airlines commande 30 appareils de la version 767-200, suivi par 50 autres commandes de 767-200 d'American Airlines et de Delta Air Lines plus tard dans l'année. Le 767-100 n'est en fin de compte pas proposé à la vente, sa capacité étant jugée trop proche de celle du 757, tandis que le 777 en version triréacteur est finalement abandonné en faveur d'une standardisation autour de la configuration biréacteur.

### Travail de conception
À la fin des années 1970, les coûts d'exploitation remplacent la capacité comme facteur principal de décision dans les achats d'avions de ligne. En conséquence, le processus de conception du 767 met dès le début l'accent sur le rendement énergétique. Boeing vise une économie de 20 à 30 % par rapport aux précédents appareils, essentiellement via de nouveaux moteurs et une technologie d'aile. Avec la progression du développement, les ingénieurs utilisent la conception assistée par ordinateur pour plus d'un tiers des dessins de conception du 767 et réalisent 26 000 heures d'essais en soufflerie. Le travail de conception a lieu en même temps que celui du biréacteur 757, ce qui conduit Boeing à traiter les deux comme un seul programme afin de réduire les risques et les coûts,. Les deux appareils doivent finalement recevoir des caractéristiques communes, dont l'avionique, les systèmes de gestion de vol, les instruments et les caractéristiques de maniement. Les coûts de développement combinés sont estimés entre 3,5 et 4 milliards de dollars.

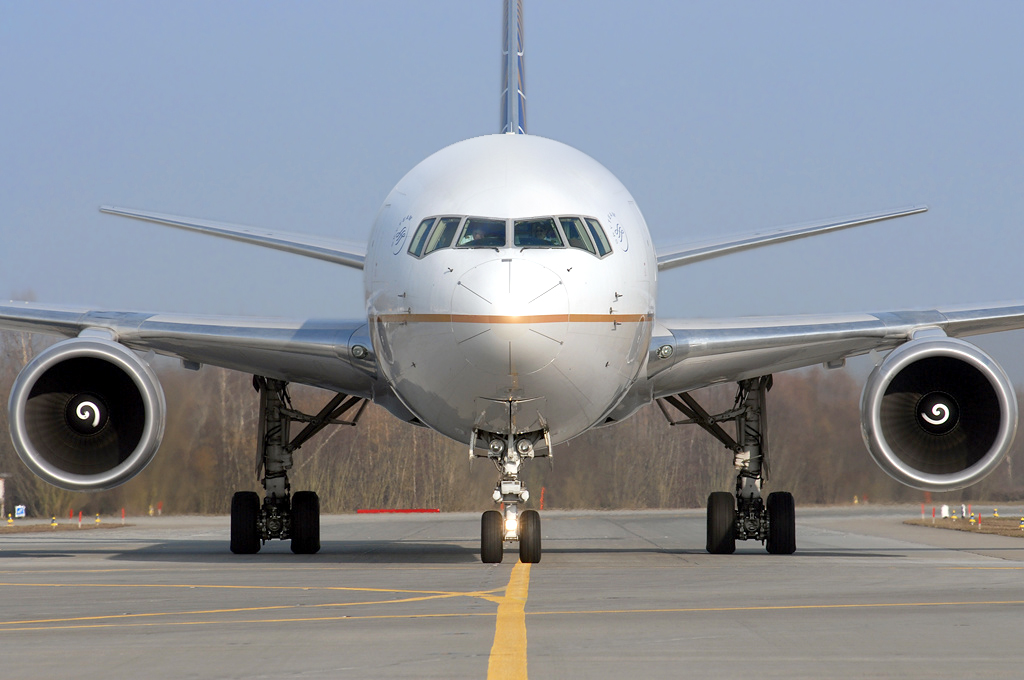
Vue de face d'un 767-400ER de Continental Airlines, montrant le profil du fuselage, le dièdre positif de l'aile et les moteurs CF6.

Les premiers clients ont le choix entre les turboréacteurs à double flux Pratt & Whitney JT9D et General Electric CF6 ; c'est la première fois que Boeing propose plus d'une option de motorisation au lancement d'un nouvel avion de ligne. Les deux modèles de réacteurs ont une poussée maximale de 48 000 livre-force (210 kN). Les moteurs sont montés approximativement à un tiers de la longueur de l'aile depuis le fuselage, comme sur les triréacteurs gros-porteurs précédents. Les grandes ailes sont conçues avec un profil supercritique qui permet de réduire la traînée aérodynamique et d'avoir une meilleure répartition de la portance sur l'ensemble de leur surface que les précédents avions du constructeur,. Les ailes fournissent des performances de croisière à plus haute altitude, une capacité en carburant accrue, et de l'espace supplémentaire pour les futures versions rallongées. Le 767-200 initial est conçu avec une autonomie suffisante pour voler à travers l'Amérique du Nord ou traverser l'Atlantique nord et doit être capable de voler sur des itinéraires de plus de 7 130 km.
La largeur du fuselage du 767 est de 5,03 m, à mi-chemin entre celles du 707 et du 747. Bien qu'il soit moins large que les précédents projets de gros-porteurs, sept sièges de front avec deux couloirs peuvent être installés, et la largeur réduite produit moins de traînée,. L'adoption d'un empennage conventionnel permet aussi à la partie arrière du fuselage d'être effilée sur une section plus courte, laissant la place pour deux couloirs parallèles sur toute la longueur de la cabine passagers et supprimant les rangées de sièges irrégulières à l'arrière de l'appareil,. Cependant, le fuselage n'est pas assez large pour accueillir deux conteneurs standards LD3 côte-à-côte,. En conséquence, un plus petit conteneur, le LD2, est créé spécialement pour le 767.

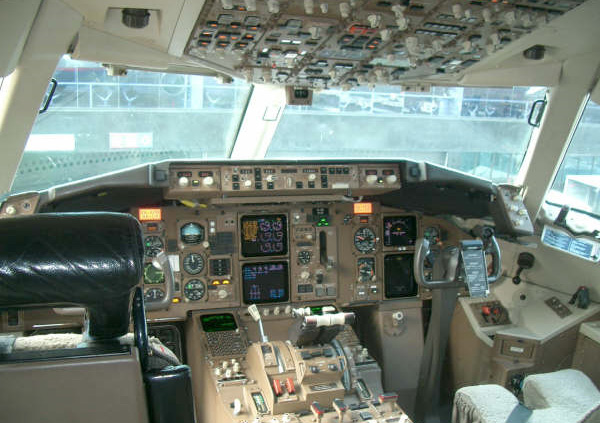
Le cockpit à deux membres d'équipage du 767, avec une planche de bord tout écran.

Le 767 est le premier gros-porteur de Boeing à être conçu avec un cockpit à deux membres d'équipage, avec une planche de bord tout écran. Un affichage en couleur avec des tubes cathodiques et une électronique nouvelle suppriment le besoin d'un officier mécanicien navigant en permettant au pilote et au copilote de contrôler directement les systèmes de l'appareil. Malgré la promesse de coûts d'équipage réduits, United Airlines demande initialement un cockpit conventionnel à trois membres d'équipage, invoquant des préoccupations sur les risques associés à l'arrivée d'un nouvel avion. La compagnie maintient sa position jusqu'en juillet 1981, quand un groupe de travail présidentiel américain décide qu'un équipage de deux personnes est sans danger pour l'utilisation d'avion gros-porteurs,. Un cockpit à trois membres d'équipage reste en option et équipe les premiers modèles de production. Ansett Australia commande des 767 avec un cockpit à trois personnes en raison des revendications syndicales ; c'est la seule compagnie à utiliser des 767 ainsi configurés,. Le cockpit à deux personnes du 767 est également appliqué sur le 757, ce qui permet aux pilotes d'utiliser les deux avions, après une petite formation de conversion, et d'augmenter la motivation des compagnies aériennes à acheter les deux modèles.

### Production et essais
Pour produire le 767, Boeing forme un réseau de sous-traitants qui comprennent des fournisseurs nationaux et des contributions internationales d'Aeritalia en Italie et de CTDC au Japon. Les ailes et le plancher de la cabine sont produits en interne, tandis qu'Aeritalia fournit les surfaces de contrôle, Boeing Vertol fabrique les bords d'attaque des ailes et Boeing Wichita produit la partie avant du fuselage. La CDTC fournit des assemblages multiples via ses sociétés constituantes, à savoir Fuji Heavy Industries (carénage d'ailes et trappes de train d'atterrissage), Kawasaki Heavy Industries (partie centrale du fuselage) et Mitsubishi Heavy Industries (partie arrière du fuselage, portes et empennage). Les composants sont intégrés pendant l'assemblage final à l'usine d'Everett. Pour accélérer la production des longerons d'ailes, le principal élément structurel des ailes de l'avion, l'usine d'Everett reçoit des machines robotisées pour automatiser les opérations de perçage des trous et d'insertion des systèmes de fixation. Cette méthode de construction de la voilure s'étend aux techniques développées pour le 747. L'assemblage final du premier appareil commence le 6 juillet 1979.

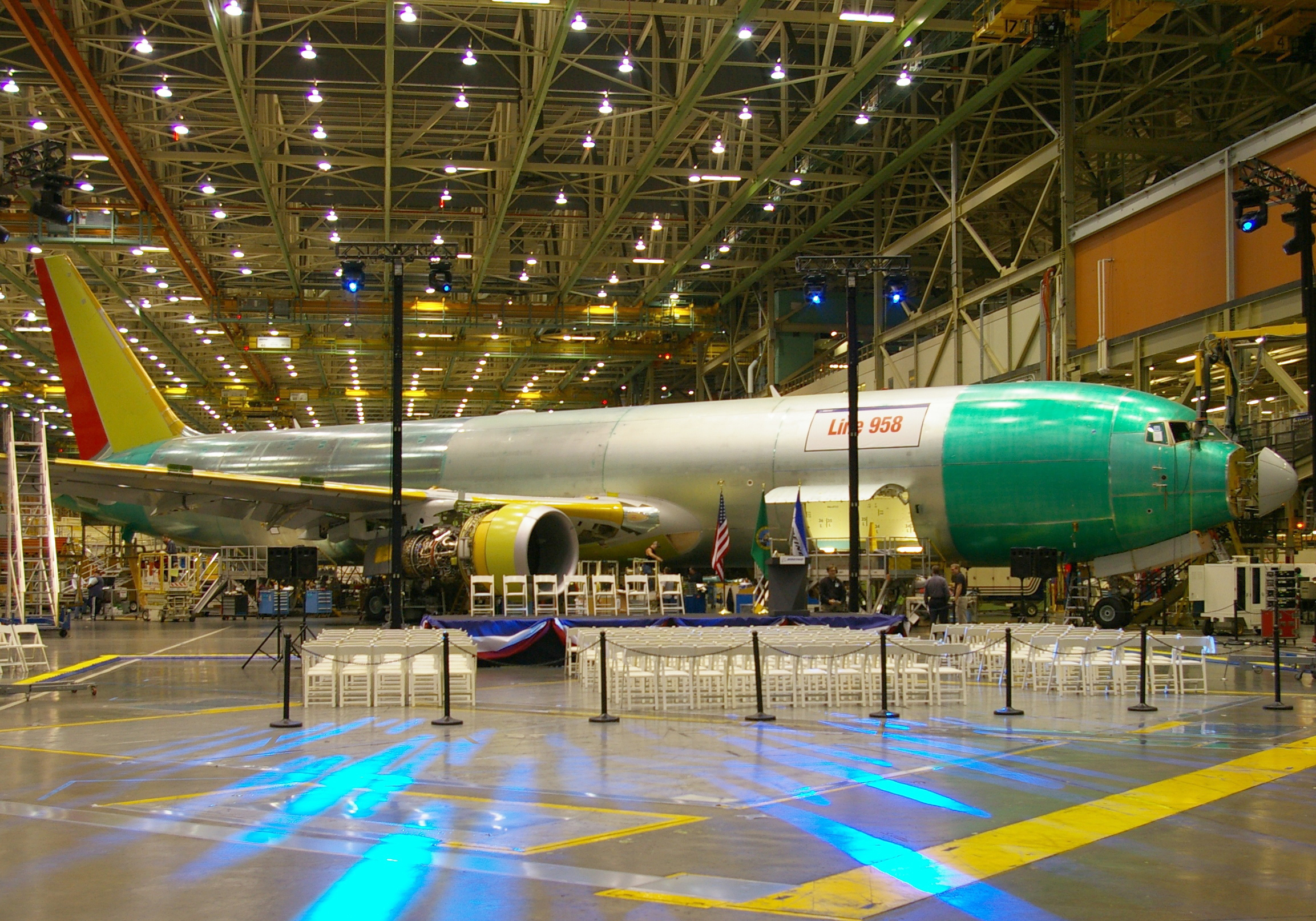
Assemblage final d'un 767-300F à l'usine Boeing à Everett, qui a été agrandie pour la production du 767 en 1978.

Le prototype, immatriculé N767BA et équipé de turboréacteurs à double flux JT9D, sort d'assemblage le 4 août 1981. À cette époque, le programme 767 a accumulé 173 commandes fermes de 17 clients, dont Air Canada, All Nippon Airways, Britannia Airways, Transbrasil et Trans World Airlines (TWA). Le 26 septembre 1981, le prototype effectue son premier vol, piloté par les pilotes d'essais de la société Tommy Edmonds, Lew Wallick et John Brit. Lors de ce premier vol, une fuite de liquide hydraulique empêche la rétraction du train d'atterrissage, mais le reste se passe sans incident. Le prototype est utilisé pour les essais en vol suivants.
Le programme d'essai du 767, d'une durée de dix mois, utilise les six premiers appareils construits,. Les quatre premiers sont équipés de moteurs JT9D tandis que les cinquième et sixième reçoivent des moteurs CF6,. La flotte d'essais est en grande partie utilisée pour évaluer l'avionique, les systèmes de vol, le maniement et les performances, tandis que le sixième appareil sert pour les vols sur des itinéraires de démonstration. Au cours des essais, les pilotes décrivent le 767 comme généralement facile à piloter, avec sa maniabilité non pénalisée par l'encombrement associé aux plus grands avions gros-porteurs. À la suite de la réussite de 1 600 heures d'essais en vol, le 767-200 à moteurs JT9D reçoit la certification de la Federal Aviation Administration (FAA) et de la Civil Aviation Authority (CAA) du Royaume-Uni en juillet 1982,. La première livraison a lieu le 19 août 1982, à United Airlines. Le 767-200 à moteurs CF6 est certifié en septembre 1982, suivi par la première livraison à Delta Air Lines le 25 octobre.

### Entrée en service et opérations
Le 767 entre en service le 8 septembre 1982 avec United Airlines. Le premier vol commercial de l'avion a lieu sur la ligne Chicago-Denver avec un 767-200 à moteurs JT9D. Le 767-200 à moteurs CF6 est mis en service trois mois plus tard avec Delta Air Lines. Au moment de la livraison, les premiers 767 sont principalement déployés sur les routes intérieures, dont des services transcontinentaux américains. American Airlines et TWA commencent à utiliser le 767-200 fin 1982, tandis qu'Air Canada, China Airlines et El Al débutent l'exploitation de l'avion en 1983. La mise en service de l'avion s'est révélée relativement calme, avec peu d'incidents et une plus grande ponctualité des vols que pour les précédents avions de ligne. Dans sa première année, le 767 enregistre un taux de 96,1 % de décollages sans retard causé par des problèmes techniques, ce qui est au-dessus de la moyenne pour un nouvel avion. Les opérateurs mettent en général des notes favorables pour le niveau sonore du biréacteur, le confort de l'intérieur et les performances économiques. Les problèmes sont mineurs et comprennent la recalibration des capteurs des bords d'attaque pour éviter de fausses lectures, le remplacement d'un loquet de toboggan d'évacuation, et la réfection d'un pivot de plan horizontal pour répondre aux spécifications de production ; ils sont vite résolus.

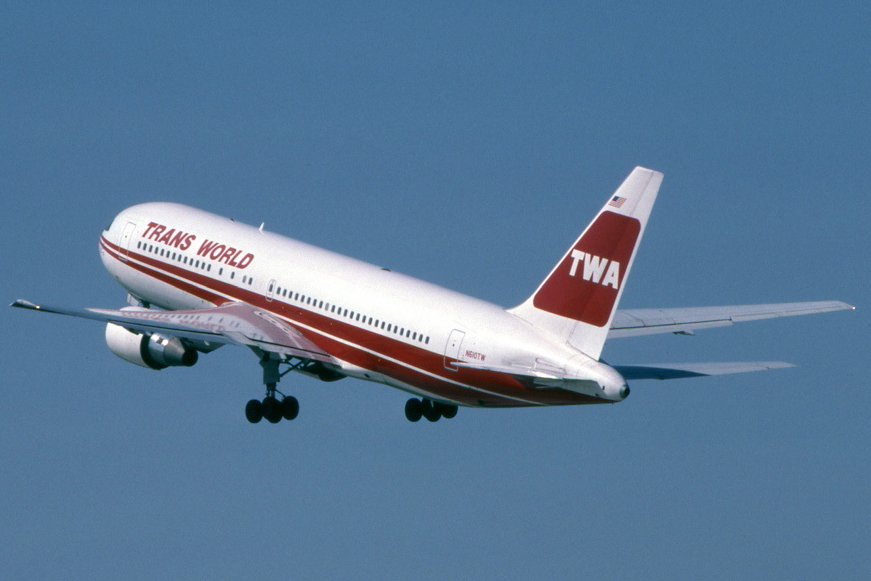
TWA commence à exploiter les premiers vols ETOPS du 767-200 en mai 1985.

Cherchant à capitaliser sur le potentiel de croissance de son nouveau gros-porteur, Boeing propose un modèle à plus long rayon d'action, le 767-200ER, dans sa première année de service. Ethiopian Airlines place la première commande pour ce type en décembre 1982,. Avec une masse brute augmentée et une plus grande capacité en carburant, ce modèle à plus grande autonomie peut emporter des charges plus lourdes sur des distances de plus de 11 825 km et cible les clients à l'étranger. Le 767-200ER entre en service avec El Al le 27 mars 1984. Cette version est en grande partie commandée par des compagnies aériennes internationales réalisant des vols longue-distance avec peu de circulation.
Au milieu des années 1980, le 767 dirige la croissance des vols de biréacteurs à travers l'Atlantique nord conformément à la réglementation pour des opérations standards de performance d'exploitation de bimoteurs à autonomie accrue (ETOPS), les règles de sécurité de la FAA régissant les vols transocéaniques des avions bimoteurs. Avant le 767, les biréacteurs volant au-dessus de l'eau devaient toujours se trouver à moins de 90 minutes d'un aéroport de déroutement. En mai 1985, la FAA donne son approbation aux opérateurs pour des vols ETOPS d'une marge de sécurité de 120 minutes, sur un principe de base individuel commençant avec la TWA, à condition que l'exploitant respecte les critères de sécurité du vol. Ceci permet à l'avion de voler sur des lignes intercontinentales à plus de deux heures de distance des terres. Les marges de sécurité plus importantes sont autorisées en raison de l'amélioration de la fiabilité démontrée par le biréacteur avec ses motorisations à double flux. En 1989, la FAA fait passer la marge de sécurité des 767 à moteurs CF6 à 180 minutes, ce qui en fait le premier modèle à être certifié pour une plus grande durée ; tous les moteurs disponibles reçoivent l'approbation en 1993. L'agrément des régulateurs encourage le développement des vols transocéaniques des 767 et augmente les ventes de l'avion,.

### Dérivés rallongés
Prévoyant l'intérêt des compagnies aériennes pour des modèles à plus grande capacité, Boeing annonce le 767-300 rallongé en 1983 et le 767-300ER à plus grand rayon d'action en 1984,. Les deux modèles offrent une augmentation de 20 % de la capacité en passagers, et la version rallongée peut réaliser des vols de plus de 11 090 km. Japan Airlines passe la première commande pour le 767-300 en septembre 1983. À la suite de son premier vol le 30 janvier 1986, la version entre en service le 20 octobre avec Japan Airlines. Le 767-300ER réalise son premier vol le 9 décembre 1986 mais il faut attendre mars 1987 pour une première commande, par American Airlines. La compagnie met en service cette version le 3 mars 1988. Le 767-300 et le 767-300ER gagnent en popularité après leur mise en service et vont totaliser environ deux tiers des ventes de 767.

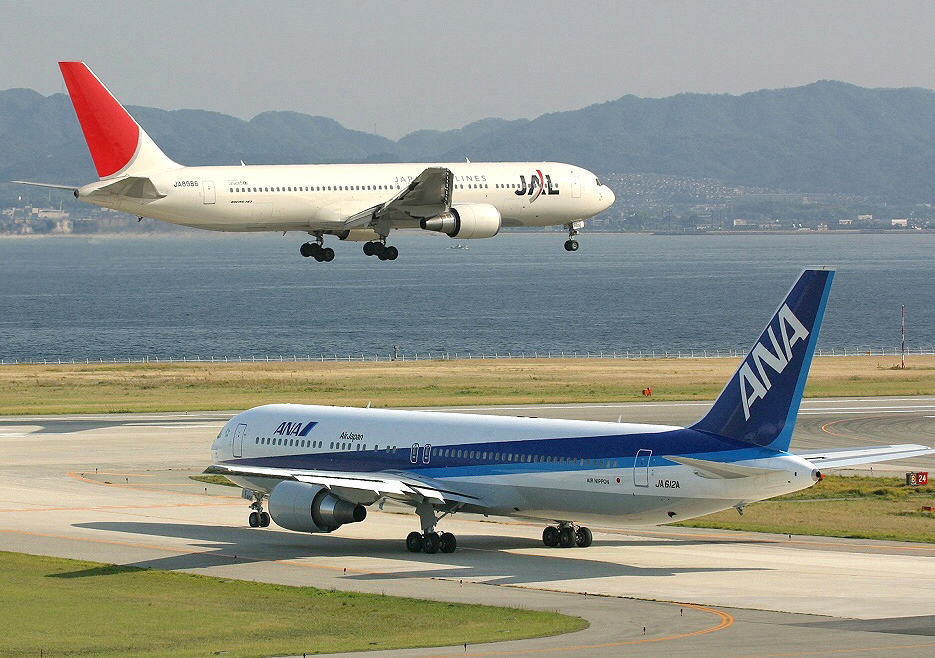
Un 767-300 de JAL atterrit devant un 767-300ER d'ANA à l'aéroport du Kansai. Les versions -300 et -300ER totalisent environ deux tiers de l'ensemble des 767 vendus.

Après l'arrivée des premiers 767 rallongés, Boeing cherche à répondre aux demandes des compagnies aériennes, pour une plus grande capacité, en proposant des modèles plus grands, dont une version partiellement à double pont familièrement appelée Hunchback of Mukilteo (du nom de la ville près de l'usine Boeing à Everett) avec une section de fuselage de 757 montée sur la partie arrière du fuselage,. En 1986, le constructeur annonce le 767-X, un modèle modifié avec des ailes plus grandes et une cabine plus large, mais qui reçoit peu d'intérêt. En 1988, le 767-X évolue en un tout nouveau biréacteur et reçoit la désignation 777. Jusqu'à la mise en service de ce dernier en 1995, le 767-300 et le 767-300ER restent les plus grands gros-porteurs de Boeing après le 747.
Portées par une reprise de l'économie mondiale et l'approbation ETOPS, les ventes de 767 s'accélèrent entre le milieu et la fin des années 1980, 1989 étant l'année la plus prolifique avec 132 commandes fermes,. Au début des années 1990, le biréacteur gros-porteur devient la meilleure vente annuelle du constructeur, malgré une petite diminution due au recul économique. Pendant cette période, le 767 devient l'avion de ligne le plus commun pour les vols transatlantiques entre l'Amérique du Nord et l'Europe. À la fin de cette décennie, les 767 traversent l'Atlantique plus fréquemment que tous les autres types d'avions réunis. Le 767 propulse la croissance des vols point-à-point qui évitent les plates-formes de correspondance aéroportuaires en faveur des lignes directes,. Prenant avantage de coûts d'exploitation réduits et de la plus petite capacité de l'appareil, les opérateurs rajoutent les vols sans escale aux agglomérations secondaires, ce qui supprime le besoin de vols de correspondance. L'accroissement du nombre de villes recevant des services sans escale entraîne un changement de paradigme dans l'industrie aérienne puisque les voyages point-à-point gagnent en importance au prix du traditionnel modèle en moyeu et rayon,.
En février 1990, le premier 767 équipé de turboréacteurs à double flux Rolls-Royce RB211, un 767-300, est livré à British Airways,. Six mois plus tard, la compagnie cloue au sol la totalité de sa flotte de 767 après la découverte de fissures sur les pylônes moteurs de plusieurs appareils. Les fissures sont liées au poids supplémentaire des moteurs RB211, qui sont plus lourds de 1 000 kg que les autres moteurs du 767. Pendant qu'ils sont au sol, les réparations provisoires sont conduites pour atténuer les efforts sur les composants des pylônes moteurs et, en 1991, une refonte des pièces empêche d'autres fissures. Boeing réalise également une réévaluation structurelle, ce qui conduit à des changements dans la production et les modifications des pylônes moteurs de tous les 767 en service.

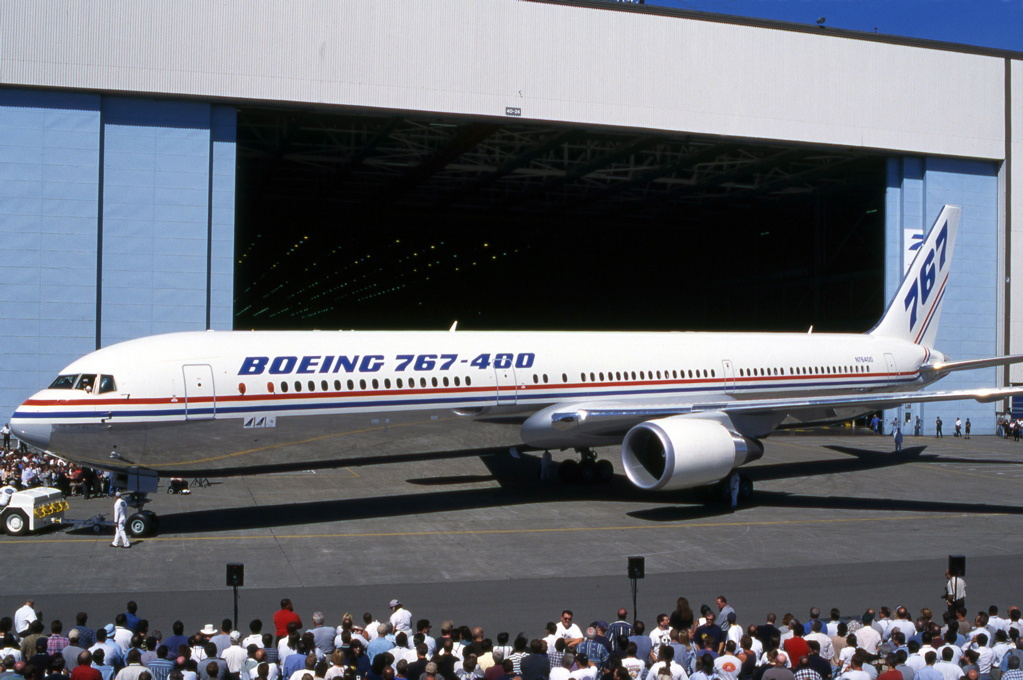
Le Boeing 767-400ER est publiquement dévoilé le 26 août 1999.

En janvier 1993, à la suite d'une commande de UPS Airlines, Boeing lance une version cargo, le 767-300F, qui entre en service le 16 octobre 1995 avec UPS Airlines. Le 767-300F reçoit une grande porte cargo sur le pont principal, un train d'atterrissage amélioré et une structure d'aile renforcée. En novembre 1993, le gouvernement japonais lance le premier dérivé militaire du 767 lorsqu'il passe commande pour le E-767, une version avec système de détection et de commandement aéroporté (AWACS) basée sur le 767-200ER. Le premier E-767, lourdement modifié afin d'accueillir le radar et d'autres équipements de surveillance, est livré en 1998 aux forces japonaises d'autodéfense,.
En novembre 1995, après l'abandon d'une plus petite version du 777, Boeing annonce qu'il est en train de travailler sur un 767 plus grand,. Le projet 767-400X, une seconde version rallongée de l'avion, présente une capacité accrue de douze pour cent par rapport au 767-300 et reçoit un cockpit modernisé, un intérieur amélioré et une plus grande envergure. La version est spécifiquement destinée à Delta Air Lines, en attendant le remplacement de ses Lockheed L-1011 TriStar vieillissants, et fait concurrence avec l'A330-200, une version raccourcie de l'Airbus A330. En mars 1997, Delta Air Lines lance le 767-400ER lorsqu'elle commande cette version pour remplacer sa flotte de L-1011,. En octobre 1997, Continental Airlines commande également le 767-400ER pour remplacer sa flotte de McDonnell Douglas DC-10,. Le modèle effectue son premier vol le 9 octobre 1999 et entre en service avec Continental Airlines le 14 septembre 2000.

### Développements supplémentaires
Au début des années 2000, les livraisons cumulées de 767 approchent les 900, mais les nouvelles ventes diminuent pendant un ralentissement de l'industrie du transport aérien. En 2001, Boeing abandonne les projets d'un modèle à plus long rayon d'action, le 767-400ERX, en faveur du projet Sonic Cruiser, un nouvel avion de ligne à réaction dont la vitesse est augmentée de 15 % tout en ayant des coûts de carburant comparables à ceux du 767,. L'année suivante, le constructeur annonce le KC-767 Tanker Transport, un second dérivé militaire du 767-200ER. Lancé avec une commande de l'Aeronautica Militare en octobre 2002, le KC-767 est prévu pour le double rôle de ravitaillement d'autres avions et de transport de fret. Le gouvernement japonais devient le deuxième client de cette version en mars 2003. En mai 2003, l'United States Air Force (USAF) annonce son intention de louer des KC-767 pour remplacer ses ravitailleurs KC-135 vieillissants,. Le projet est suspendu en mars 2004 à la suite d'un scandale de conflit d'intérêts, ce qui conduit à de multiples enquêtes du gouvernement américain et le départ de plusieurs officiels de Boeing, dont Philip Condit, le chef de la direction de l'entreprise, et le directeur financier Michael Sears. Les premiers KC-767 sont livrés en 2008 aux forces japonaises d'autodéfense.

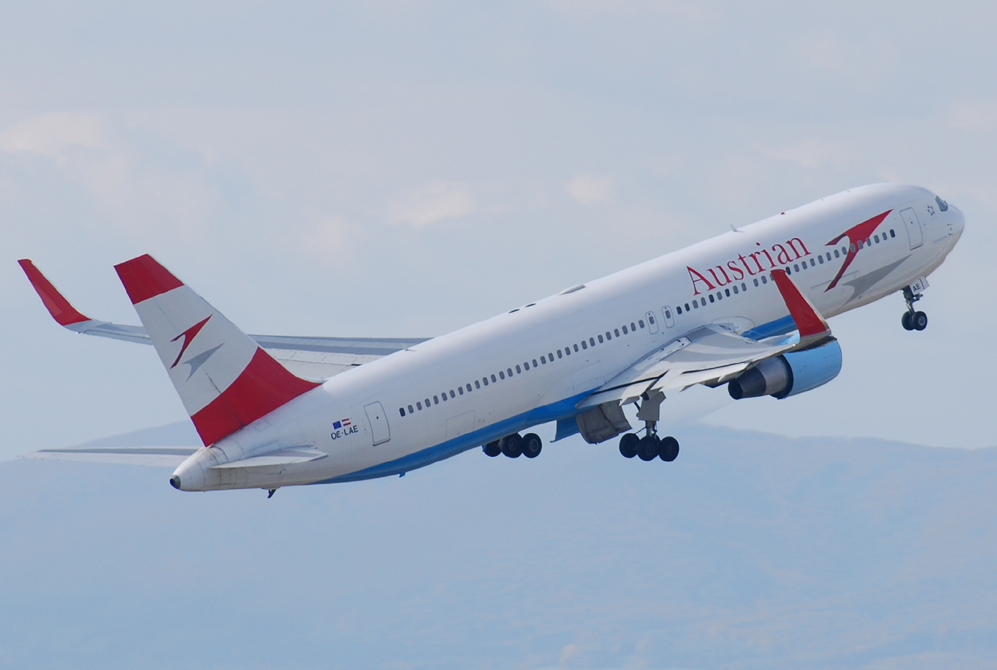
Un 767-300ER d'Austrian Airlines avec des winglets, qui réduisent la traînée induite et améliorent le rendement énergétique.

Fin 2002, après que les compagnies ont exprimé des réserves quant à l'accent mis sur la vitesse par-dessus la réduction des coûts, Boeing cesse le développement du Sonic Cruiser. L'année suivante, le constructeur annonce le 7E7, un successeur de taille moyenne du 767 fait de matériaux composites qui promettent une augmentation de 20 % du rendement énergétique. Le nouvel avion est la première étape d'une initiative d'avion de remplacement appelée projet Boeing Yellowstone. Les clients adoptent le 7E7, renommé plus tard 787 Dreamliner, et dans les deux années suivantes, il devient l'avion de ligne le plus rapidement vendu de l'histoire de la société. En 2005, Boeing choisit de continuer la production du 767 malgré les ventes record du Dreamliner, invoquant un besoin de pourvoir les clients attendant pour le 787, avec une option plus facilement disponible. Par la suite, le 767-300ER est proposé aux clients affectés par les retards du 787, dont All Nippon Airlines et Japan Airlines. Quelques 767 vieillissants, de plus de 20 ans d'âge, sont également maintenus en service au-delà des dates de retrait prévues à cause des retards. Pour prolonger la vie opérationnelle des vieux appareils, les compagnies aériennes augmentent les procédures de maintenance lourde, dont des démontages et des inspections de corrosion, un problème récurrent sur les 767 vieillissants. Le premier 787 doit en fin de compte entrer en service en octobre 2011 avec Nippon Airways, avec trois ans et demi de retard sur le calendrier.
En 2007, le 767 connaît une relance de production quand UPS et DHL Aviation passent à eux deux 33 commandes pour le 767-300F,. L'intérêt renaissant pour l'avion cargo conduit Boeing à prendre en considération des versions améliorées des 767-200 et 767-300F avec une masse brute plus élevée, les extensions d'ailes du 767-400ER et l'avionique du 777. Cependant, les commandes nettes pour le 767 diminuent de 24 en 2008 à juste trois en 2010. À la même époque, les opérateurs améliorent les appareils déjà en service ; en 2008, le 767-300ER modernisé avec des winglets d'Aviation Partners Incorporated fait ses débuts avec American Airlines. Les winglets approuvés par le constructeur, de 3,35 m de haut, augmentent le rendement énergétique de 6,5 % selon les estimations. D'autres compagnies dont All Nippon Airways et Delta Air Lines commandent également des équipements de winglets,.

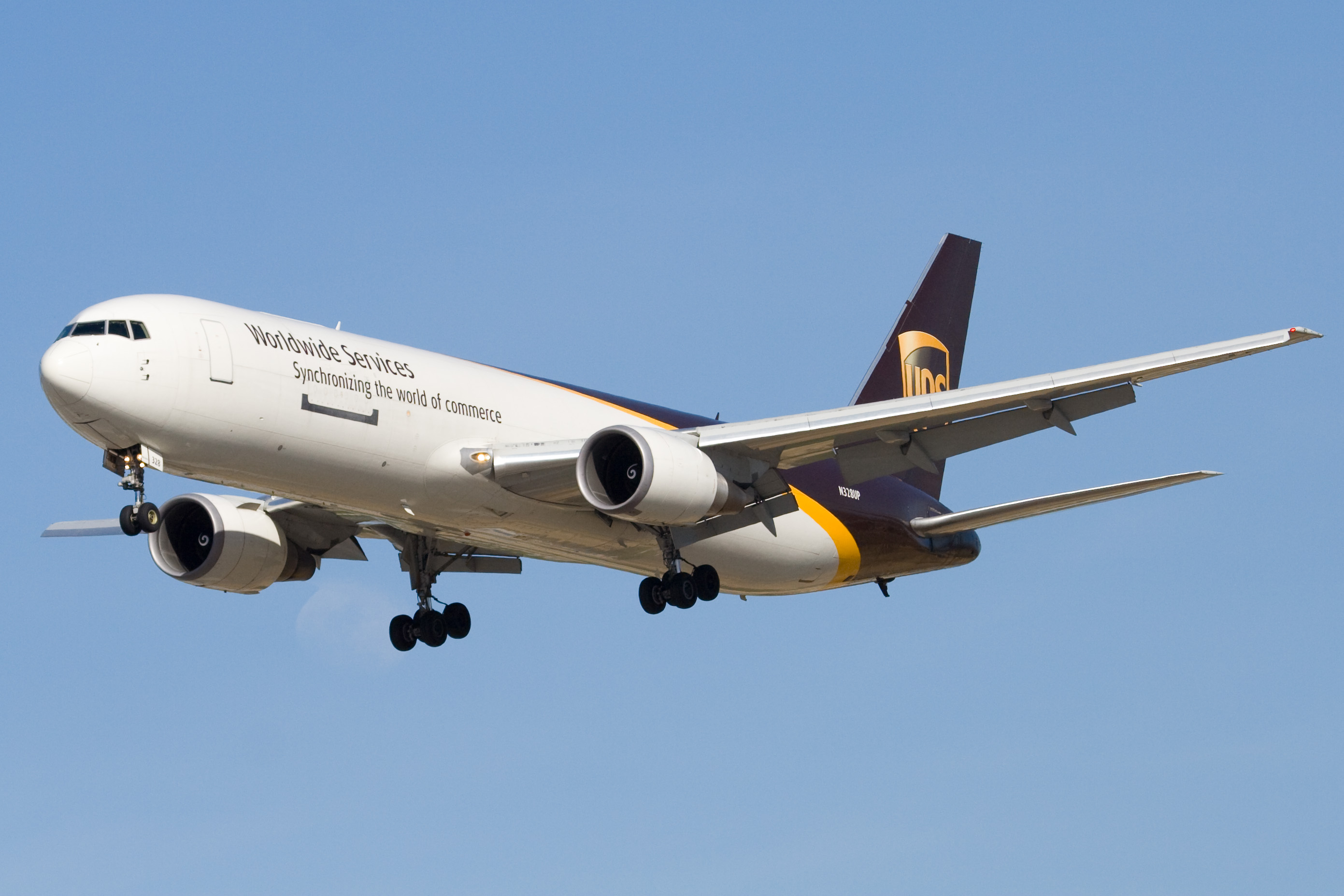
UPS, le principal opérateur de 767-300F, passe des commandes supplémentaires en 2007.

Le 2 février 2011, le 1000e 767, destiné à All Nippon Airways, sort d'assemblage. L'appareil est le 91e 767-300ER commandé par la compagnies japonaise et, avec son achèvement, le 767 devient le deuxième avion de ligne gros-porteur à atteindre le cap des mille unités après le 747,. Le 1000e appareil est également le dernier produit dans la chaîne d'assemblage initiale du 767. À partir du 1001e appareil, la production se déplace dans une autre zone de l'usine d'Everett qui occupe environ deux fois moins de place qu'avant. La nouvelle chaîne d'assemblage fait de l'espace pour la production du 787 et vise à accroître le rendement de l'usine de 20 %.
À l'inauguration du nouvel hall d'assemblage, le carnet de commandes du 767 en compte environ 50, seulement assez pour que la production dure jusqu'en 2013. Malgré la réduction du carnet de commandes, les officiels de Boeing se montrent optimistes quant aux commandes à venir. Le 24 février 2011, l'USAF annonce son choix pour le KC-767 Advanced Tanker, une version modernisée du KC-767, pour son programme de renouvellement de sa flotte de KC-X. Le choix fait suite à une concurrence de deux séries de ravitailleurs entre Boeing et EADS, société mère d'Airbus, et a lieu huit ans après l'annonce originale de l'USAF en 2003 de son projet de louer des KC-767. La commande de ravitailleurs concerne 179 appareils et devrait maintenir la production du 767 après 2013. En décembre 2011, FedEx Express annonce une commande de 767-300F pour 27 avions pour remplacer ses DC-10 cargos, citant la commande de ravitailleurs par l'USAF et la décision de Boeing de continuer la production comme facteurs contribuants. En juin 2012, FedEx Express annonce son intention d'acheter 19 exemplaires supplémentaires de la version -300F,. Quinze d'entre eux ont été ajoutés à la liste des commandes et des livraisons de Boeing du 30 juin 2012.

## Descriptif technique

### Vue d'ensemble

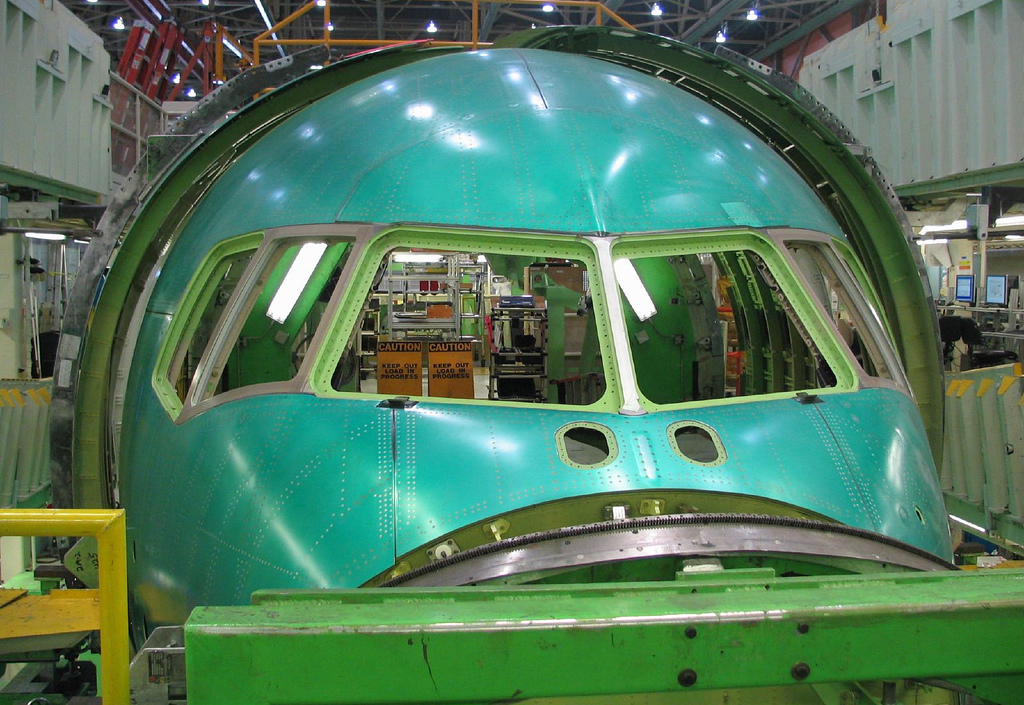
Ensemble du nez d'un Boeing 767, également connu comme section de fuselage 41.

Le 767 est un monoplan cantilever à ailes basses avec un empennage conventionnel doté d'une simple dérive avec un gouvernail. Les ailes ont une flèche de 31,5 degrés et sont optimisées pour une vitesse de croisière de Mach 0,8 (858 km/h). Chaque aile a un profil supercritique et est équipée de six panneaux de bec de bord d'attaque, de volets à simple ou double fente, d'ailerons intérieurs et extérieurs et de six spoilers,. La cellule comprend notamment des surfaces de voilure en plastique à renfort fibre de carbone, des carénages et des panneaux d'accès en Kevlar, ainsi que des alliages d'aluminium, ce qui réduit la masse totale de 860 kg par rapport aux précédents appareils.
Pour répartir le poids de l'avion au sol, le 767 a un train d'atterrissage tricyle rentrant avec quatre roues pour chaque bogie du train principal et deux pour la roulette de nez. Le dessin original de la voilure et du train d'atterrissage permet leur utilisation sur le 767-300 rallongé sans changements majeurs. Le 767-400ER reçoit un train principal plus grand et plus largement espacé avec les roues, les pneus et les freins du 777. Pour éviter des dégâts en cas de contact entre la partie arrière du fuselage et le sol pendant le décollage, les modèles 767-300 et 767-400ER sont équipés d'un sabot de queue rétractable,.
En plus de partager l'avionique informatisée, le 767 utilise le même groupe auxiliaire de puissance, les mêmes actionneurs électriques et les mêmes pièces hydrauliques que le 757. Un plancher de cockpit relevé et les mêmes vitres frontales du cockpit permettent aux pilotes d'avoir les mêmes angles de vue. La conception et la fonctionnalité liées permettent aux pilotes du 767 d'obtenir une qualification de type commune pour piloter le 757 et partager la même ancienneté avec les pilotes des deux avions,.

### Systèmes de vol

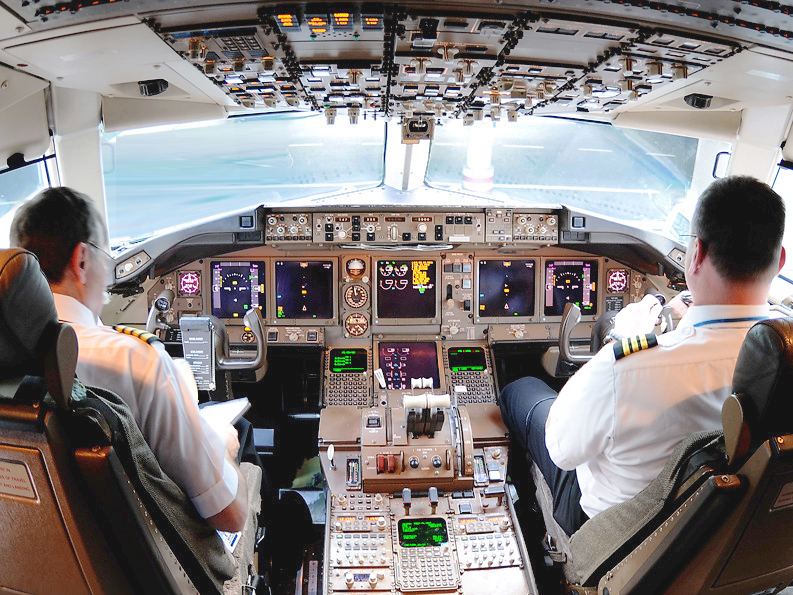
Le cockpit modernisé du 767-400ER utilise des LCD à la place des CRT.

La planche de bord initiale du 767 utilise six écrans CRT Rockwell Collins pour afficher le système d'instruments de vol électronique (EFIS) et les indications des moteurs et d'alerte de l'équipage (EICAS), ce qui permet aux pilotes de s'occuper du travail de surveillance auparavant effectué par l'officier mécanicien navigant,. Les CRT remplacent les instruments électromécaniques conventionnels présents sur les avions précédents. Un système de gestion de vol modernisé, amélioré par rapport aux versions utilisées sur les premiers 747, automatise la navigation et d'autres fonctions, tandis qu'un système d'atterrissage automatique (autoland) facilite les atterrissages CAT IIIb aux instruments dans les situations de mauvaise visibilité,. En 1984, le 767 devient le premier appareil à recevoir la certification CAT IIIb de la FAA pour les atterrissages avec une visibilité minimale de 300 m. Sur le 767-400ER, la disposition du cockpit est simplifiée avec six écrans à cristaux liquides (LCD) Rockwell Collins, et adaptée pour des similarités avec le 777 et le 737 Next Generation. Pour conserver une communité opérationnelle, les écrans LCD peuvent être programmés pour afficher des informations de la même manière que les premiers 767.
Le 767 est équipé de trois systèmes hydrauliques redondants pour actionner les surfaces de contrôle du train d'atterrissage et d'autres équipements. Chacun des deux réacteurs de l'avion alimente un circuit hydraulique séparé. Le troisième circuit hydraulique est alimenté par une pompe électrique. Une éolienne de secours est installée pour fournir de l'électricité aux commandes essentielles en cas d'urgence. Une première forme de commandes de vol électriques est employée pour le fonctionnement des spoilers, utilisant des signaux électriques à la place des traditionnels câbles. Le système de contrôle électrique réduit le poids et assure le fonctionnement indépendant de chaque spoiler.

### Intérieur
Le 767 est équipé d'une cabine bicouloir avec une configuration typique de six sièges de front en classe affaires et sept de front en économique. La disposition standard 2-3-2 de la classe économique place 87 % des sièges à côté d'un hublot ou d'un couloir. En conséquence, l'appareil peut être en grande partie occupé avant que les sièges centraux aient besoin d'être remplis, et chaque passager n'est pas à plus d'un siège du couloir. Il est possible d'installer des sièges supplémentaires pour une configuration de huit sièges de front, mais cette configuration est peu fréquente car elle rend la cabine exiguë.
| - Cabine de classe économique d'un Boeing 767-300 en disposition 2-3-2. - Cabine d'un Boeing 767-300ER avec un Signature Interior du style du 777. |

L'intérieur du 767 présente des grands coffres à bagages et plus de toilettes par passager que les avions précédents. Les coffres sont plus larges pour accueillir des housses à vêtements sans pliure, et renforcés pour des objets cabines plus lourds. Un seul grand galley est installé près des portes arrière, permettant un service des repas et un réapprovisionnement à l'aéroport plus efficaces. Les portes des passagers et de service s'ouvrent vers le haut et rentrent à l'intérieur du fuselage ; ce type de porte, couramment utilisé, peut recevoir un système d'assistance électrique.
En 2000, un intérieur style 777, connu comme le Signature Interior de Boeing, fait ses débuts sur le 767-400ER. Adopté par la suite sur tous les nouveaux 767 construits, le Signature Interior se caractérise par des coffres à bagages plus grands, un éclairage indirect et des panneaux sculptés. Le 767-400ER reçoit également des plus grands hublots venant du 777. Les plus vieux 767 peuvent être modernisés avec le Signature Interior. Quelques opérateurs choisissent des modifications plus simples connues sous le nom d'Enhanced Interior, avec des panneaux de plafond courbés et un éclairage indirect avec le minimum de modifications de l'architecture de la cabine, ou des modifications d'après-vente telles que l'ensemble NuLook 767 de Heath Tecna.

## Versions

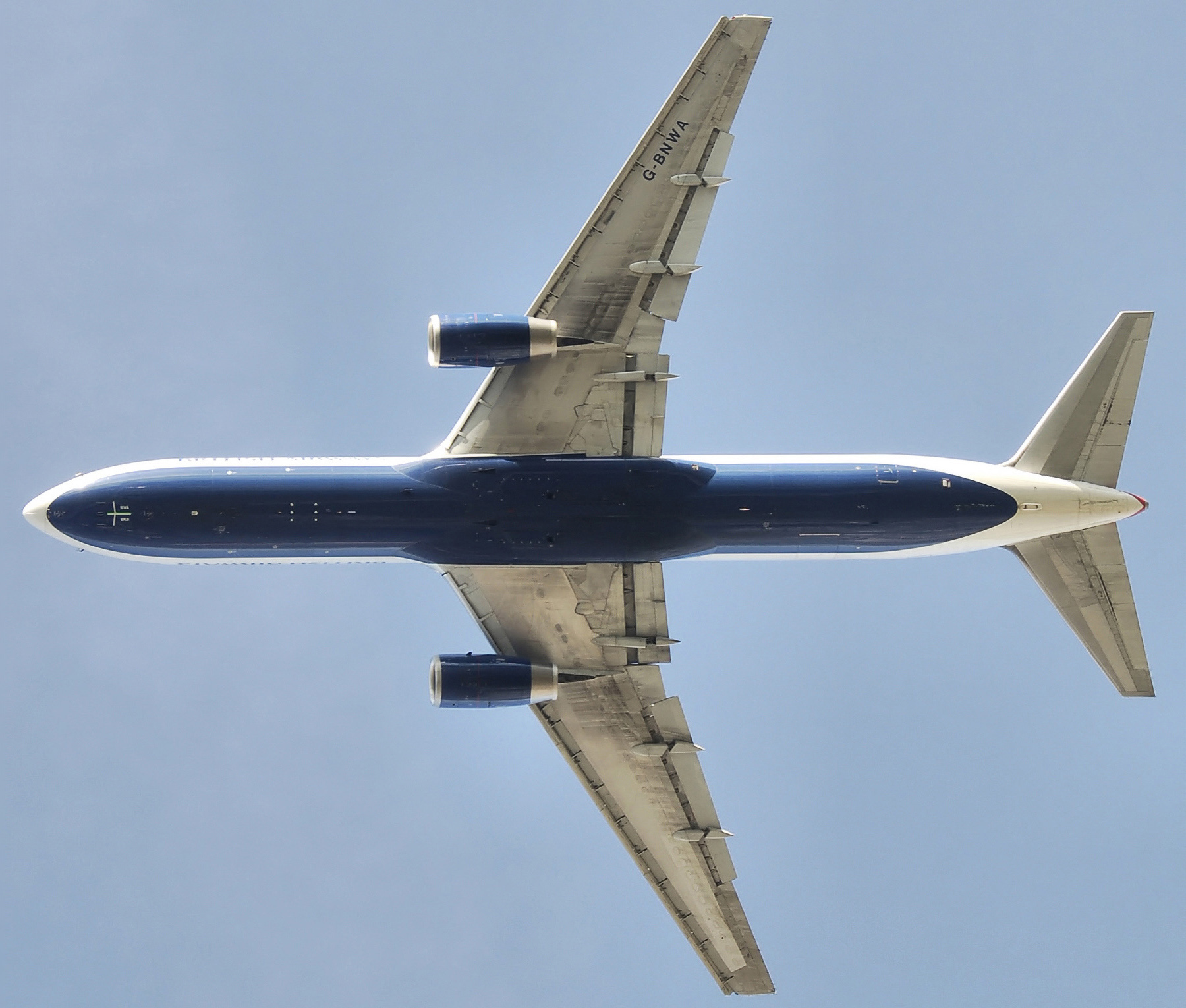
Vue de la voilure d'un 767-300ER de British Airways avec les volets déployés après le décollage.

Le 767 a été produit en trois longueurs de fuselage : 767-200, 767-300 et 767-400ER, par ordre croissant de longueur. Les versions à plus grande distance franchissable comprennent le 767-200ER et le 767-300ER, tandis que les modèles cargo comprennent le 767-300F, un avion de transport de production, et des conversions de modèles 767-200 et 767-300 de passagers.
Quand ils font référence aux différentes versions, Boeing et les compagnies aériennes contractent souvent le numéro du modèle (767) et l'indicateur de version (par ex. -200 ou -300) sous une forme tronquée (par ex. « 762 » ou « 763 »). À la suite du numéro de capacité, les désignations peuvent ou non ajouter l'identifiant d'autonomie,. Le système de désignation de l'Organisation de l'aviation civile internationale (OACI) utilise un schéma de numérotation similaire, mais ajoute une lettre du constructeur devant ; toutes les versions basées sur le 767-200 et le 767-300 sont classées respectivement sous les codes « B762 » et « B763 », tandis que le 767-400ER reçoit la désignation de « B764 ».

### 767-200
Le 767-200 est le modèle initial et entre en service en 1982 dans la flotte d'United Airlines. Cette version est surtout utilisée par les principales compagnies américaines pour des vols intérieurs entre les plates-formes de correspondance aéroportuaires majeures telles que Los Angeles et Washington,. Le 767-200 est le premier avion à être utilisé pour des vols transatlantiques ETOPS, inaugurés par la TWA le 1er février 1985 sous les règles de déroutement des 90 minutes,. Les livraisons pour cette version totalisent 128 appareils. En juillet 2019, il y a 49 exemplaires de cette version en service, avions de passagers et conversions cargo. Les concurrents de ce modèle comprennent les Airbus A300 et A310.
La production du 767-200 cesse à la fin des années 1980 puisqu'il est remplacé par le 767-200ER à plus long rayon d'action. Quelques premiers 767-200 sont par la suite améliorés aux normes à plus grande autonomie. En 1998, Boeing commence à proposer des conversions de 767-200 aux standards 767-200SF (Special Freighter) pour une utilisation cargo et Israel Aerospace Industries est autorisé à réaliser des conversions cargo depuis 2005. Le processus de conversion comporte l'installation d'une porte cargo latérale, le renforcement du plancher de la cabine et l'ajout d'équipements de contrôle du fret et de sécurité. Le 767-200F se positionne comme un remplaçant des Douglas DC-8 cargo.

### 767-200ER

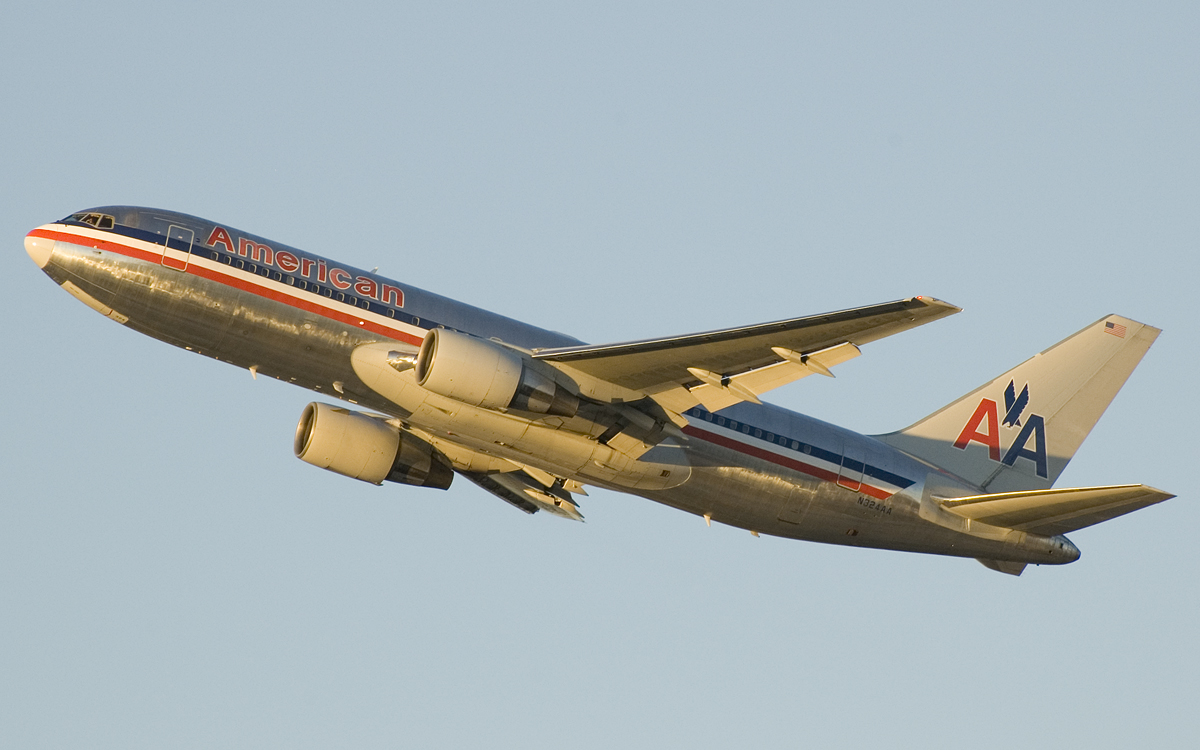
Un 767-200ER d'American Airlines partant de l'aéroport international de Los Angeles.

Le 767-200ER est le premier modèle à distance franchissable accrue ; il entre en service en 1984 avec El Al. L'augmentation du rayon d'action est permise par un réservoir de carburant central additionnel et une masse maximale au décollage (MTOW) plus élevée, de plus de 179 tonnes,. La version est initialement proposée avec les mêmes moteurs que le 767-200, tandis que des moteurs Pratt & Whitney PW4000 et General Electric CF6 deviennent disponibles par la suite. Le 767-200ER est le premier 767 à réaliser un voyage transatlantique et, le 17 avril 1988, il bat le record de distance en vol pour un avion de ligne biréacteur avec un vol d'Air Mauritius de Halifax (Nouvelle-Écosse) vers Port-Louis, Maurice, couvrant une distance de 16 162 km. Le 767-200ER a été acquis par des opérateurs internationaux cherchant des avions gros-porteurs plus petits pour les itinéraires long-courriers tels que de New York à Pékin,. Les livraisons de ce modèle totalisent 121 exemplaires, toutes les commandes étant remplies. En juillet 2019, 21 appareils, passagers et cargo, sont en service. Les concurrents de ce modèle comprennent les Airbus A300-600R et A310-300.

### 767-300
Le 767-300, la première version rallongée de l'avion, entre en service en 1986 avec Japan Airlines. Le modèle a un fuselage plus long de 6,43 m que le 767-200, obtenu par l'ajout de sections insérées en avant et en arrière des ailes, pour une longueur totale de 54,9 m. Reflétant le potentiel de croissance intégré dans la conception du 767, les ailes, les moteurs et la plupart des systèmes restent inchangés sur le 767-300. Une sortie de secours de milieu de cabine située en avant des ailes est en option, tandis que des moteurs Pratt & Whitney PW4000 et Rolls-Royce RB211 plus puissants deviennent par la suite disponibles. La capacité accrue du 767-300 est utilisée sur les lignes à haute densité en Asie et en Europe. Au total, 104 appareils ont été livrés et il ne reste aucune commande non remplie. En juillet 2019, 17 exemplaires de cette version sont en service commercial. Le principal concurrent de cette version est l'Airbus A300.

### 767-300ER

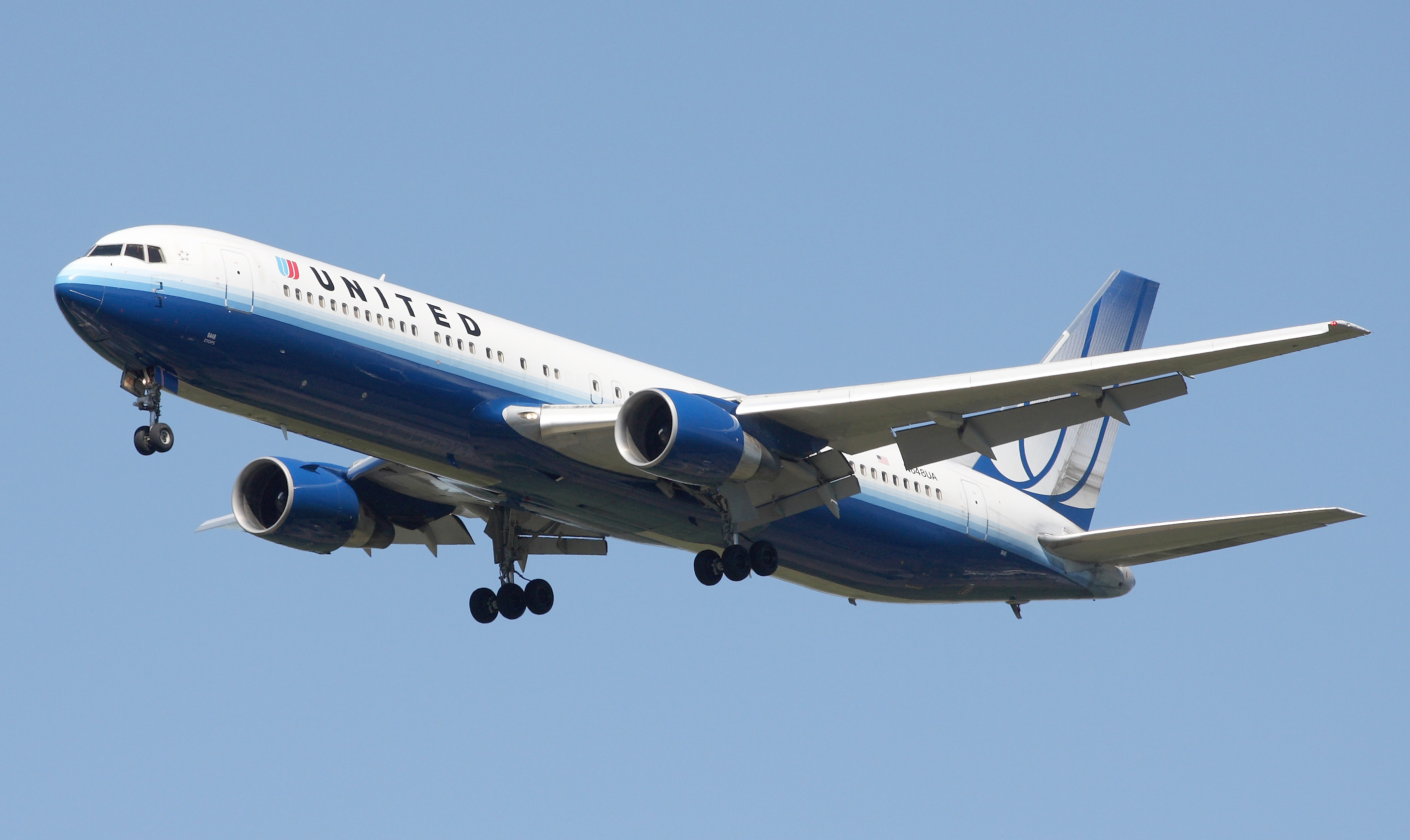
Un 767-300ER de United Airlines en phase d'approche à l'aéroport international Ezeiza.

Le 767-300ER, la version à autonomie accrue du 767-300, entre en service en 1988 avec American Airlines. L'augmentation de la distance franchissable est rendue possible par de plus grands réservoirs de carburant et une masse maximale au décollage (MTOW) plus élevée, de 185 tonnes. Les améliorations dans la conception permettent à la MTOW de passer à 187 tonnes en 1993. La puissance est fournie par des moteurs Pratt & Whitney PW4000, General Electric CF6 ou Rolls-Royce RB211. Les itinéraires typiques pour cette version comprennent la ligne Los Angeles-Francfort. La capacité et l'autonomie augmentées proposées par le 767-300ER sont particulièrement attractives pour les nouveaux et actuels utilisateurs du 767, ce qui en fait la version qui a le plus de succès. Les compagnies aériennes passent plus de commandes pour ce type que pour toutes les autres versions réunies. En novembre 2017, les livraisons de 767-300ER affichent 583 appareils et il n'y a pas de commande non livrée. Les compagnies ont 351 exemplaires en service en juillet 2019. Le principal concurrent de cette version est l'Airbus A330-200.

### 767-300F
Le 767-300F, la version cargo du 767-300ER, entre en service en 1995 avec UPS Airlines. Le 767-300F peut emporter 24 palettes standards de 2,2 × 3,2 m sur son pont principal et plus de 30 conteneurs LD2 sur le pont inférieur, pour un volume cargo total de 438 m3. L'avion cargo dispose d'une porte cargo et de sortie pour l'équipage sur le pont principal, tandis que le pont inférieur comporte deux portes cargo sur le côté gauche et une sur le côté droit. Une version générale avec un système de manutention de marchandises, une capacité de réfrigération et des aménagements pour l'équipage est livrée à Asiana Airlines le 23 août 1996. En mars 2020, les livraisons de 767-300F affichent 174 appareils et 51 commandes en attente de livraison.
En juillet 2008, All Nippon Airways prend livraison du premier 767-300BCF (Boeing Converted Freighter), un modèle de transport de passagers converti en transport de fret. Le travail de conversion est réalisé à Singapour par ST Aerospace Services, le premier fournisseur qui offre un programme 767-300BCF, et comprend l'ajout d'une porte cargo sur le pont principal, dont le plancher est d'ailleurs renforcé, et un équipement de surveillance du fret pendant le vol. Dès lors, Boeing, Israel Aerospace Industries et Wagner Aeronautical ont également proposé des programmes de conversion d'avions passagers en avions cargo pour les 767-300. En juillet 2019, les compagnies utilisent 254 exemplaires des versions 300F et 300BCF.

### 767-400ER

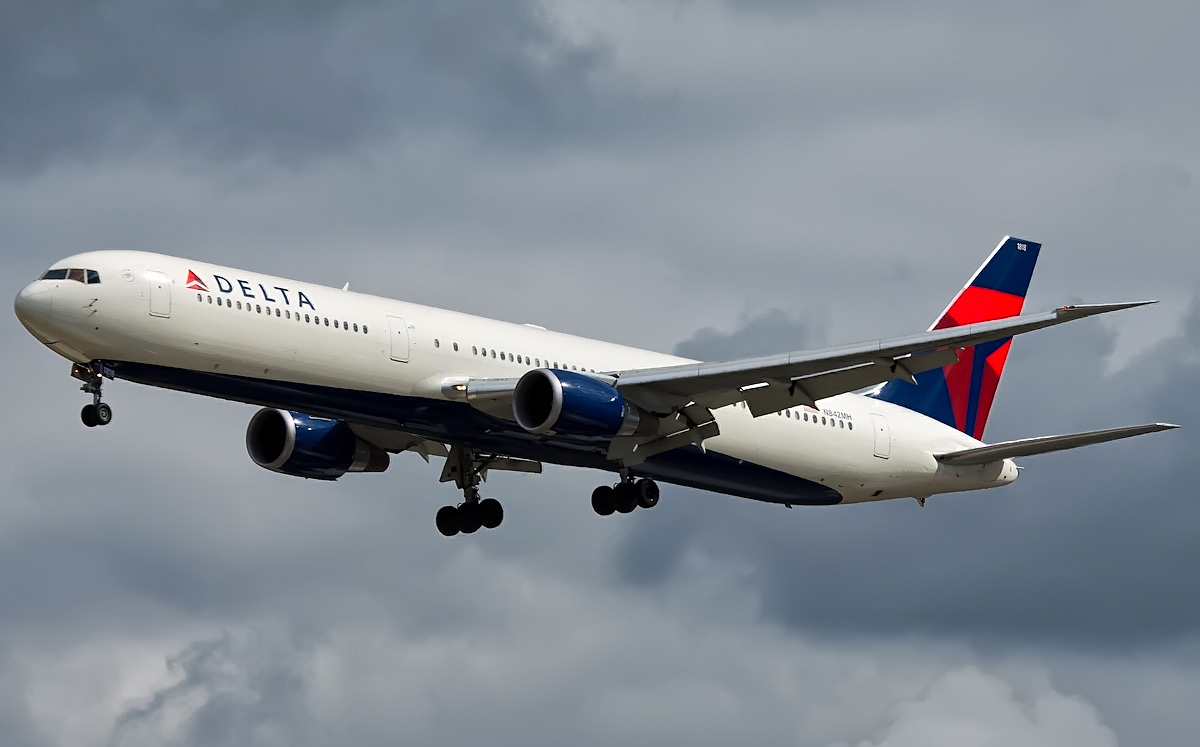
Un 767-400ER de Delta Air Lines en approche finale à l'aéroport de Londres-Heathrow.

Le 767-400ER, est le premier jet gros-porteur de Boeing à résulter de deux agrandissements du fuselage ; il entre en service en 2000 avec Continental Airlines. Cette version est agrandie de 6,43 m par rapport au 767-300, pour une longueur totale de 61,3 m. L'envergure est également augmentée de 4,36 m via l'ajout de saumons d'aile inclinés. Parmi les autres différences, on note un cockpit modernisé, un train d'atterrissage repensé, et le Signature Interior du 777. Les moteurs sont des Pratt & Whitney PW4000 et General Electric CF6 améliorés.
La FAA donne son approbation pour que le 767-400ER effectue des vols de type ETOPS-180 avant son entrée en service. Comme sa capacité de carburant n'est pas augmentée, la distance franchissable du 767-400ER est de 10 418 km, moins que les précédents 767 à autonomie accrue. Les itinéraires typiques de cette version comprennent la ligne Londres-Tokyo,. Une version à plus grand rayon d'action, le 767-400ERX, est proposée à la vente en 2000 mais annulée un an après, laissant le 767-400ER comme la seule version du plus grand modèle de 767. Les deux compagnies aériennes clientes de cette version, Continental Airlines (qui a depuis fusionné avec United Airlines) et Delta Airlines, reçoivent 37 appareils et il n'y a pas de commande non encore livrée. Un 38e exemplaire est produit comme banc d'essais militaire, et vendu plus tard comme transport VIP. Les 37 767-400ER livrés aux compagnies sont toujours en service en juillet 2019. Le modèle concurrent le plus proche est l'A330-800neo.

### Armées et gouvernements
Des versions du 767 sont utilisées par un certain nombre d'armées et de gouvernements, avec des rôles allant de la surveillance aérienne et du ravitaillement au transport cargo et VIP. Plusieurs 767 militaires sont dérivés du 767-200ER,, la version de l'appareil avec la plus grande autonomie,.
- Airborne Surveillance Testbed – L'Airborne Optical Adjunct (AOA) est issu de la modification de prototype 767-200 pour un programme de l'armée de terre des États-Unis, sous un contrat signé avec le Strategic Air Command en juillet 1984[139]. Prévu pour évaluer la possibilité d'utiliser des capteurs optiques pour détecter et suivre la trace de missiles balistiques intercontinentaux hostiles, l'appareil modifié vole pour la première fois le 21 août 1987[140]. Les modifications comprennent un grand « dôme », ou bosse, qui court le long du haut de l'avion depuis le cockpit jusqu'en arrière des bords de fuite des ailes[139], et une paire d'ailerons ventraux en dessous de la partie arrière du fuselage[140]. Dans le dôme se trouve un ensemble de chercheurs infrarouges utilisés pour suivre la trace du théâtre des lancements de missiles balistiques[141]. L'appareil est par la suite renommé en Airborne Surveillance Testbed (AST)[142]. Après la fin du programme AST en 2002, l'appareil est retiré pour être mis à la ferraille[143]. Il est retiré du registre de la FAA en 2007 et finalement mis à la ferraille[144],[145].
- E-767 - Le système de détection et de commandement aéroporté (AWACS) est la plate-forme utilisée par les Forces japonaises d'autodéfense. Il s'agit essentiellement de l'équipement du E-3 Sentry sur un 767-200ER[59]. Les modifications en E-767, terminées sur les 767-200ER qui volent de l'usine d'Everett à Boeing Integrated Defense Systems à Wichita dans le Kansas, comprennent un renforcement structural pour recevoir un système de radar de surveillance dorsal, des modifications des nacelles moteur, ainsi que des changements électriques et d'intérieur[61]. Le Japon utilise quatre E-767. Les premiers E-767 sont livrés en mars 1998[60].
- FACh 1 - Un 767-300ER utilisé par la force aérienne chilienne (Fuerza Aérea de Chile, ou FACh), notamment pour le transport du président du Chili[146]. Le 767-300ER est acquis en janvier 2008 pour remplacer l'ancien transport présidentiel du pays, un 707[147]. L'appareil sert également pour des missions de transport stratégique en plus de ses fonctions VIP[146].
- KC-767 Advanced Tanker - Le ravitailleur aérien basé sur le 767-200ER et développé en compétition avec le ravitailleur KC-X de l'USAF[71]. C'est une version améliorée du KC-767, initialement choisi comme nouvel avion ravitailleur de l'USAF en 2003, désigné comme KC-767A[148], et ensuite abandonné à la suite d'un conflit d'intérêts[71]. Le KC-767 Advanced Tanker est dérivé des études pour une version cargo à long rayon d'action du 767-200ER[138],[149], et reçoit une perche de ravitaillement électrique, un système de ravitaillement en vision à distance, et un cockpit de 767-400ER avec des écrans LCD et des affichages tête haute[91]. En février 2011, Boeing se voit attribuer le contrat KC-X pour construire un ravitailleur basé sur le 767, devant être désigné KC-46A[90].
- KC-767 Tanker Transport - La plate-forme de ravitaillement basée sur le 767-200ER est utilisée par la Force aérienne italienne (Aeronautica Militare)[150], et les Forces japonaises d'autodéfense[73]. Les modifications réalisées par Boeing Integrated Defense Systems comprennent une perche de ravitaillement à commande électrique, des volets renforcés et des réservoirs de carburant auxiliaires optionnels, ainsi que des renforcements structurels et une avionique modifiée[69]. Les quatre KC-767 commandés par le Japon ont été livrés[73]. L'Aeronautica Militare reçoit le premier de ses quatre KC-767A en janvier 2011[150].
- 767 MMTT - Le ravitailleur de transport multirôle basé sur le 767-200ER est utilisé par la Force aérienne colombienne (Fuerza Aérea Colombiana). Israel Aerospace Industries achève la modification du premier 767 MMTT en juin 2010, les changements comprenant l'ajout de nacelles de ravitaillement sur les ailes et une porte cargo latérale[151].

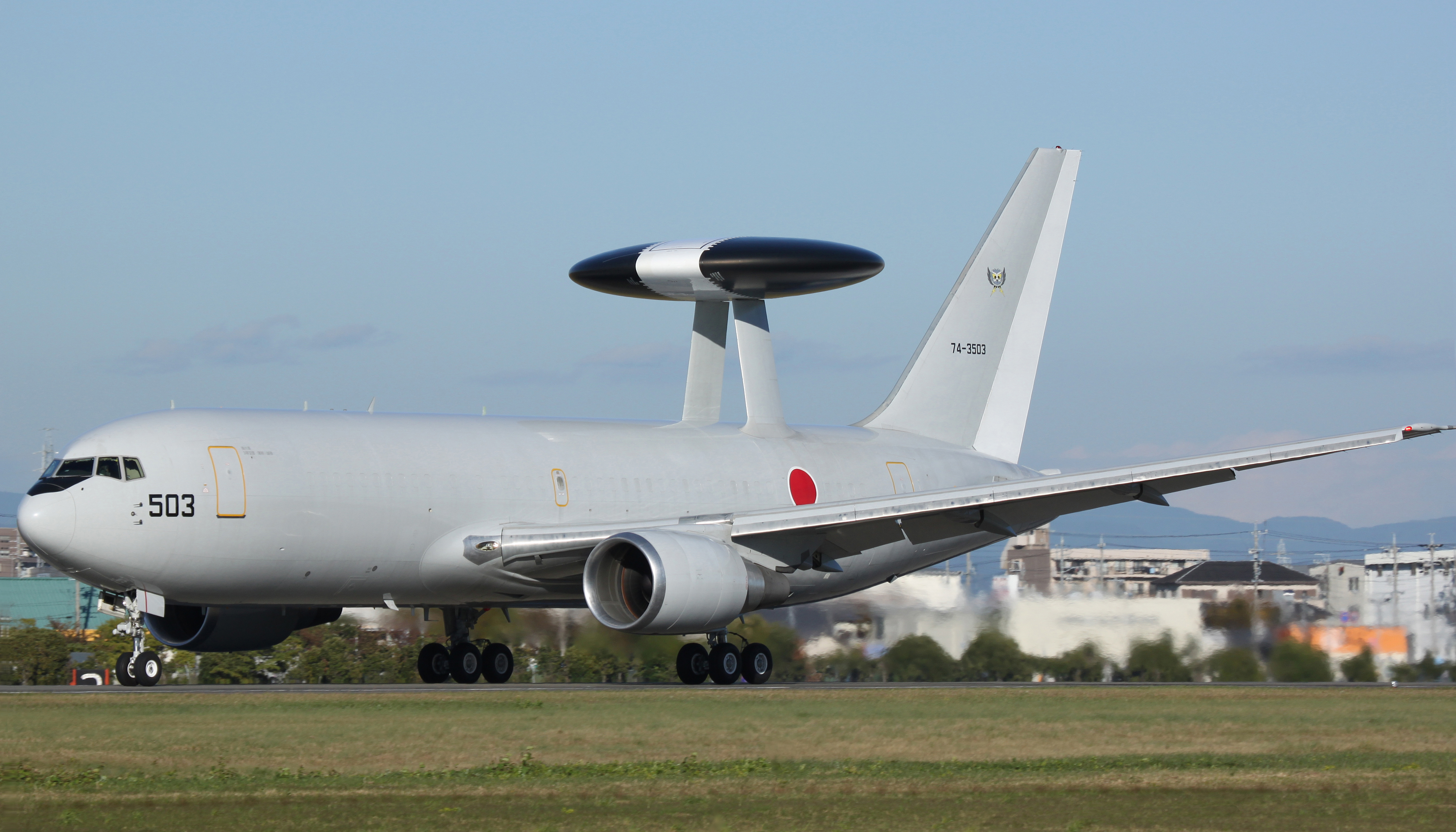
Un E-767 AWACS des Forces japonaises d'autodéfense.
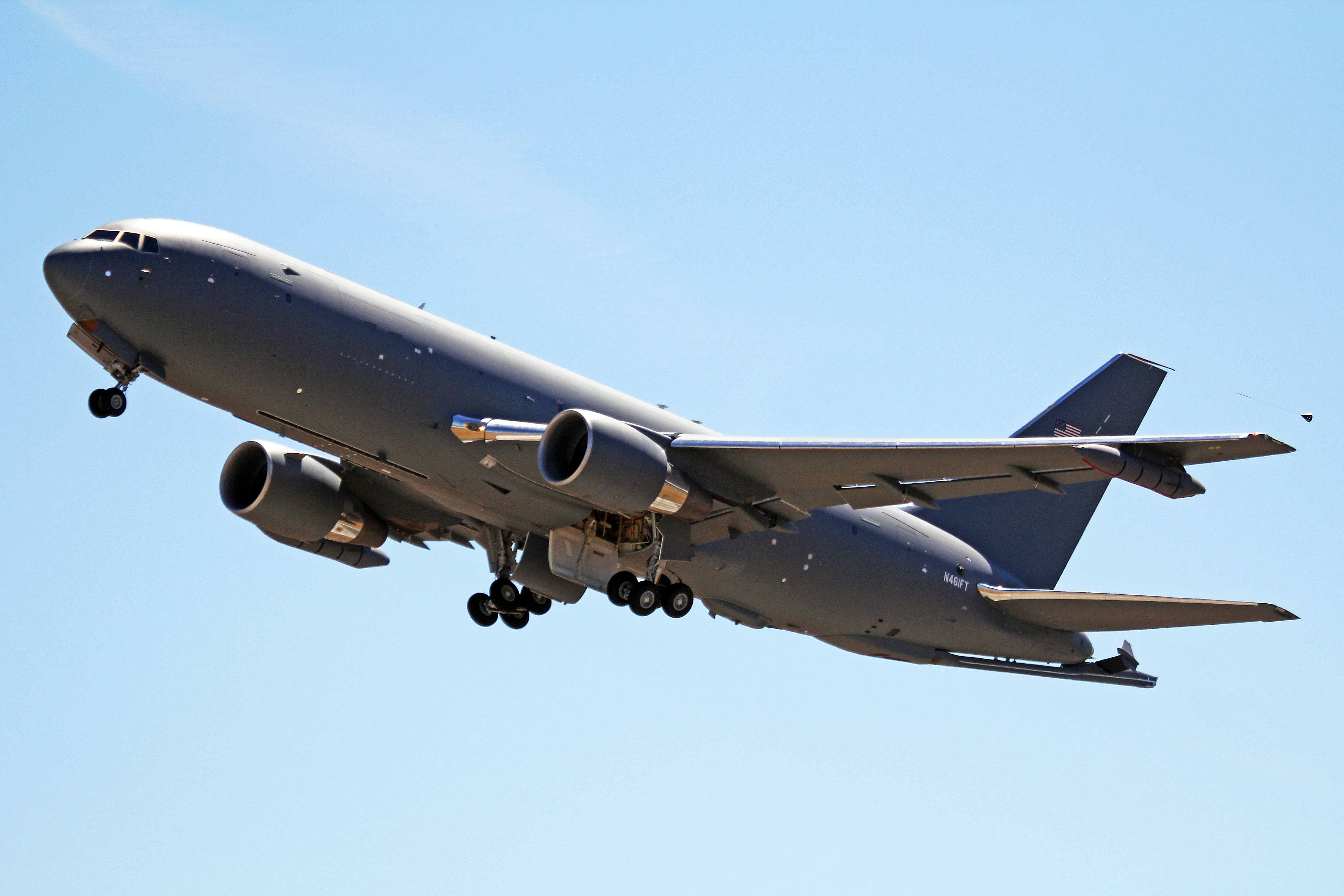
Un KC-46 au décollage en 2015 ; à noter la perche sous l'arrière du fuselage et les nacelles de ravitaillement sous les ailes.
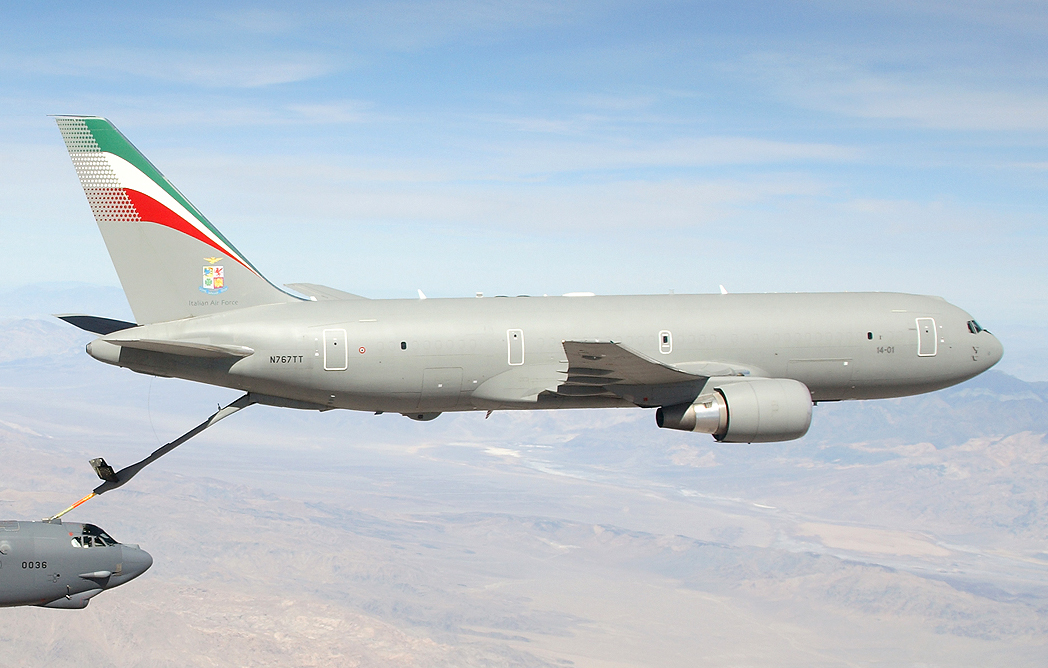
Un ravitailleur KC-767A de l'Aeronautica Militare ravitaille un B-52H de l'USAF lors d'une opération de ravitaillement en vol en 2007.

### Versions non développées

#### 767-400ERX
Boeing propose en 2000 le 767-400ERX, une version à distance franchissable augmentée du plus gros modèle de 767. Introduit en même temps que le 747X, le modèle devait être motorisé par les moteurs du 747X, à savoir le Engine Alliance GP7000 et le Rolls-Royce Trent 600. Une autonomie accrue, de 12 023 km est indiquée. Kenya Airways commande provisoirement trois 767-400ERX en supplément de sa flotte de 767, mais Boeing annule le développement de cette version en 2001, transformant la commande en 777-200ER,.

#### E-10 MC2A
Le Northrop Grumman E-10 MC2A devait être un remplaçant, basé sur le 767-400ER, des AWACS E-3 Sentry, E-8 Joint STARS et RC-135 SIGINT de l'USAF. Le E-10 MC2A devait recevoir un tout nouveau système AWACS, avec un puissant radar tridimensionnel à balayage électronique (Active Electronically Scanned Array, AESA) qui serait également capable de brouillage sur les avions ou missiles ennemis. Un 767-400ER est produit comme banc de d'essai pour l'intégration des systèmes, mais le programme est interrompu en janvier 2009 et le prototype vendu au Bahreïn comme transport VIP.

## Utilisateurs et commandes

### Opérateurs

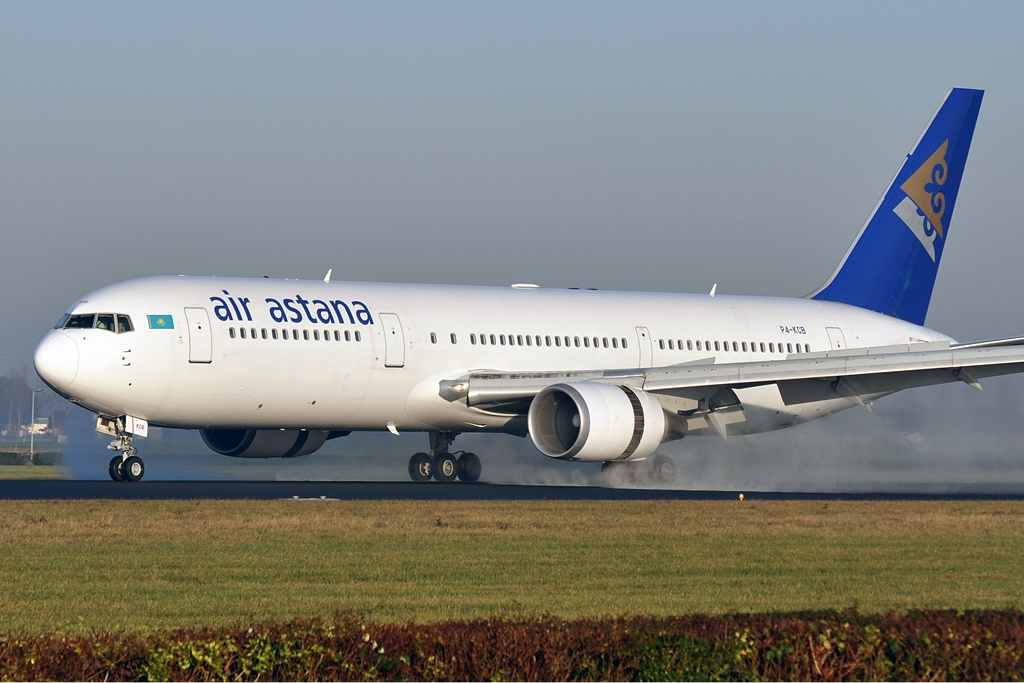
Un 767-300ER d'Air Astana à l'atterrissage à l'aéroport d'Amsterdam-Schiphol.

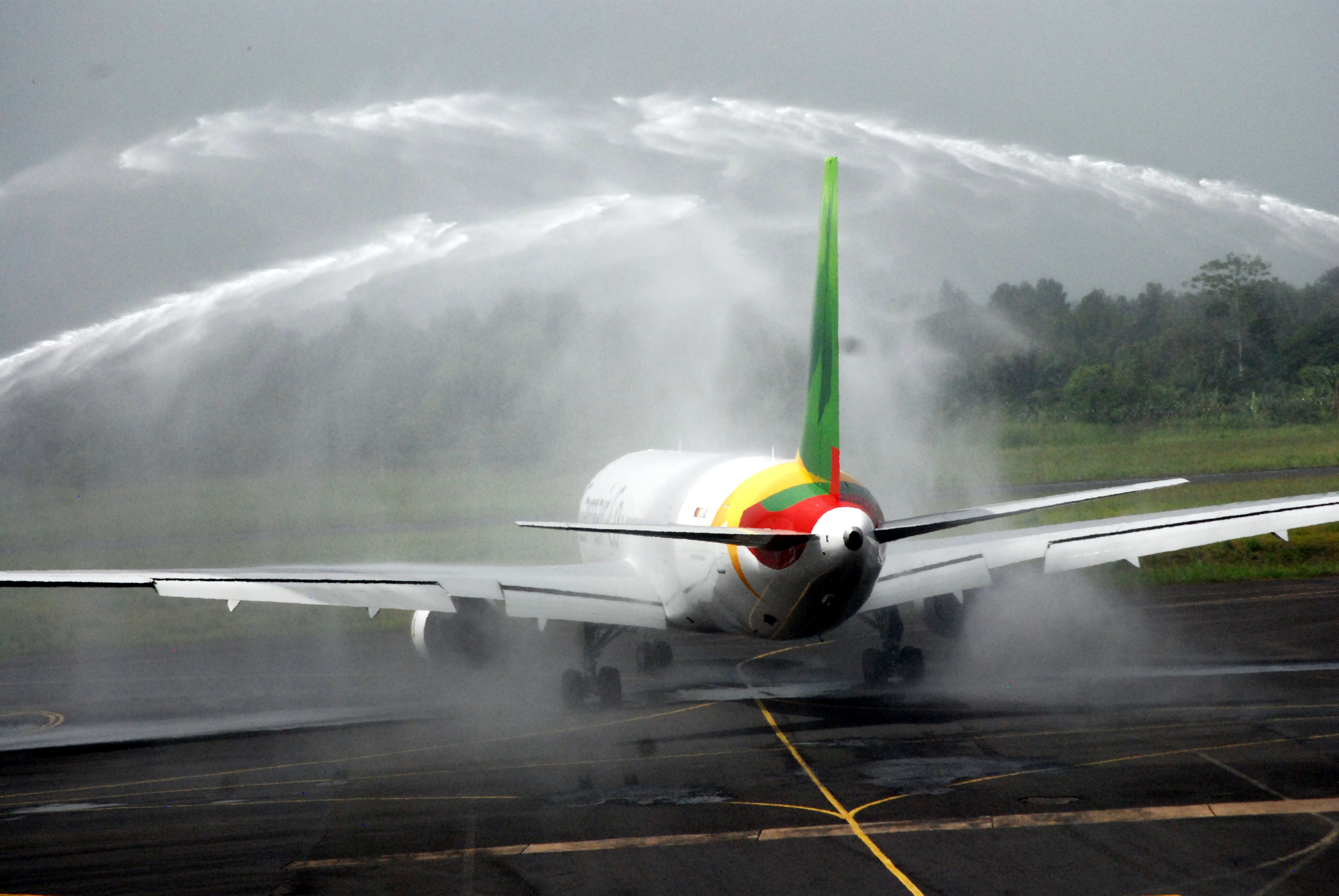
Water salute pour le vol inaugural d'un Boeing 767 Camair-Co à l'aéroport international de Douala en 2011.

Les clients qui ont commandé le plus de 767 sont Delta Air Lines, All Nippon Airways et United Airlines. En novembre 2012, Delta Air Lines est le client le plus important, ayant commandé et réceptionné 117 appareils. Le transporteur basé à Atlanta est également le seul client à avoir commandé toutes les versions à passagers du 767. Son 100e exemplaire, un 767-400ER, est livré en octobre 2000. United Airlines est la seule compagnie qui utilisait toutes les versions des séries 767 ER (762ER, 763ER et 764ER) en novembre 2012. Le principal client cargo est UPS Airlines, qui a commandé et réceptionné 59 appareils.
En juillet 2019, un total de 729 appareils (toutes versions confondues) étaient en service, principalement chez les opérateurs Delta Airlines (77 appareils), FedEx (74), UPS Airlines (63), United Airlines (52), Japan Airlines (34), Air Canada (31, avec sa filiale), Prime Air (29), All Nippon Airways (27) et American Airlines (21).
En France, Air France a exploité deux 767-200ER de 1991 à 1992 (cédés à Balkan Bulgarian Airlines), et sept 767-300ER de 1991 à 2003 (cédés à plusieurs compagnies, dont Transaero).

### Commandes et livraisons
- Commandes et livraisons du Boeing 767 depuis 1978   - Commandes
  - Livraisons

| Année      | 1978 | 1979 | 1980 | 1981 | 1982 | 1983 | 1984 | 1985 | 1986 | 1987 | 1988 | 1989 | 1990 | 1991 | 1992 |
| ---------- | ---- | ---- | ---- | ---- | ---- | ---- | ---- | ---- | ---- | ---- | ---- | ---- | ---- | ---- | ---- |
| Commandes  | 49   | 45   | 11   | 5    | 2    | 20   | 15   | 38   | 23   | 57   | 83   | 100  | 52   | 65   | 21   |
| Livraisons | 0    | 0    | 0    | 0    | 20   | 55   | 29   | 25   | 27   | 37   | 53   | 37   | 60   | 62   | 63   |

| Année      | 1993 | 1994 | 1995 | 1996 | 1997 | 1998 | 1999 | 2000 | 2001 | 2002 | 2003 | 2004 | 2005 | 2006 | 2007 |
| ---------- | ---- | ---- | ---- | ---- | ---- | ---- | ---- | ---- | ---- | ---- | ---- | ---- | ---- | ---- | ---- |
| Commandes  | 54   | 17   | 22   | 43   | 79   | 38   | 30   | 9    | 40   | 8    | 10   | 9    | 15   | 10   | 36   |
| Livraisons | 51   | 41   | 37   | 43   | 42   | 47   | 44   | 44   | 40   | 35   | 24   | 9    | 10   | 12   | 12   |

| Année      | 2008 | 2009 | 2010 | 2011 | 2012 | 2013 | 2014 | 2015 | 2016 | 2017 | 2018 | 2019 | 2020 | 2021 | Total |
| ---------- | ---- | ---- | ---- | ---- | ---- | ---- | ---- | ---- | ---- | ---- | ---- | ---- | ---- | ---- | ----- |
| Commandes  | 28   | 2    | 3    | 42   | 22   | 2    | 4    | 49   | 26   | 15   | 40   | 26   | 11   | 45   | 1 326 |
| Livraisons | 10   | 13   | 12   | 20   | 26   | 21   | 6    | 16   | 13   | 10   | 27   | 43   | 30   | 13   | 1 229 |

Commandes et livraisons du Boeing 767 depuis 1978 Commandes

Données de Boeing, juillet 2021,.

### Classement par version
| Séries de modèle | Code OACI | Commandes | Livraisons | Commandes non livrées |
| ---------------- | --------- | --------- | ---------- | --------------------- |
| 767-200          | B762      | 128       | 128        |                       |
| 767-200ER        | B762      | 121       | 121        |                       |
| 767-2C (KC-46)   | B762      | 73        | 38         | 35                    |
| 767-300          | B763      | 104       | 104        |                       |
| 767-300ER        | B763      | 583       | 583        |                       |
| 767-300F         | B763      | 231       | 175        | 56                    |
| 767-400ER        | B764      | 38        | 38         |                       |
| Total            | Total     | 1 278     | 1 187      | 91                    |

Données de Boeing, mai 2020.

## Incidents et accidents

Le 767-200 du vol United Airlines 175 quelques secondes avant de percuter la tour Sud du World Trade Center, le 11 septembre 2001.

En novembre 2011, le 767 avait été impliqué dans 42 incidents et accidents aériens, dont 13 ayant entrainé la destruction de l'avion. Six accidents mortels, dont trois détournements, ont entraîné la mort de 569 personnes,. Le premier accident mortel, celui du vol Lauda Air 004, effectué par un 767-300ER, se produit près de Bangkok le 26 mai 1991, à la suite du déploiement en vol de l'inverseur de poussée gauche ; aucune des 223 personnes à bord ne survit et en conséquence de cet accident, tous les inverseurs de poussée des 767 sont désactivés jusqu'à ce qu'une modification du système ait lieu. Les enquêteurs déterminent qu'une valve à commande électronique, commune aux modèles récents de Boeing, est en cause et, en conséquence, un nouveau dispositif de verrouillage est installé sur tous les avions de ligne concernés, dont les 767. Le 31 octobre 1999, le 767-300ER du vol EgyptAir 990 s'écrase au large de Nantucket (Massachusetts), dans les eaux internationales, tuant les 217 personnes à bord. Le Conseil national de la sécurité des transports (National Transportation Safety Board, NTSB) détermine que la cause probable est une action délibérée du premier officier ; l'Égypte conteste cette conclusion. Le 15 avril 2002, le 767-200ER du vol Air China 129 s'écrase contre une colline en pleines intempéries alors qu'il essayait d'atterrir à l'aéroport international de Gimhae à Pusan en Corée du Sud. Le crash entraîne la mort de 129 des 166 personnes à bord et la cause est attribuée à une erreur de pilotage. Le 23 février 2019, le 767-300ERF du vol Atlas Air 3591, assuré par Amazon Air, s'écrase dans la baie de Trinity, près de Houston au Texas, lors de l'approche vers l'aéroport intercontinental George Bush ; les deux pilotes et l'unique passager sont tués. L'accident est attribué à une erreur de pilotage causée par une désorientation spatiale.

Le « planeur de Gimli » après son atterrissage d'urgence, le 23 juillet 1983.

Un premier incident de 767 n'a pas été mortel. Le 23 juillet 1983, le 767-200 du vol Air Canada 143 tombe en panne de carburant en plein vol et doit planer sur près de 80 km pour réaliser un atterrissage d'urgence. Les pilotes utilisent l'éolienne de secours pour alimenter les systèmes hydrauliques pour contrôler l'avion. Il n'y a pas de mort et seulement des blessures mineures. L'appareil est surnommé le « planeur de Gimli », du nom de l'aérodrome sur lequel il s'est posé. L'appareil, immatriculé C-GAUN, continue à voler sous les couleurs d'Air Canada jusqu'à son retrait en janvier 2008.
Le 767 a été impliqué dans six détournements, trois entraînant des morts, pour un total de 282 décès parmi les occupants. Le 23 novembre 1996, le 767-200ER du vol Ethiopian Airlines 961 est détourné et amerrit dans l'océan Indien près des îles Comores après être tombé en panne de carburant, ce qui entraîne la mort de 125 des 175 personnes à bord ; les survivants sont rares dans le cas d'un amerrissage forcé,. Deux 767 sont impliqués dans les attentats du 11 septembre 2001 contre le World Trade Center, ce qui conduit à l'effondrement des deux tours jumelles. Le 767-200ER du vol American Airlines 11 s'écrase contre la tour nord, tuant les 92 personnes à bord et le 767-200 du vol United Airlines 175 percute la tour sud, causant la mort des 65 personnes à bord ; s'ajoutent à cela plus de 2 600 victimes dans les tours ou au sol. Un attentat à la bombe déjoué, plus tard en 2001, impliquant un 767-300ER d'American Airlines, aboutit à une demande aux passagers de retirer leurs chaussures pour une scanographie aux points de contrôle de sécurité des États-Unis.
Le 1er novembre 2011, le 767-300ER du vol LOT Polish Airlines 16 se pose sans accident à l'aéroport Frédéric Chopin de Varsovie, en Pologne, après qu'une panne mécanique sur le train d'atterrissage contraint à un atterrissage forcé avec le train rétracté. Il n'y a pas de blessés mais l'appareil est endommagé,. Il s'agit sûrement du premier cas de panne complète du train d'atterrissage dans l'histoire du 767. Au début, les investigations ont suggéré une fuite hydraulique et un disjoncteur désactivé comme causes possibles.

## Retrait et exposition

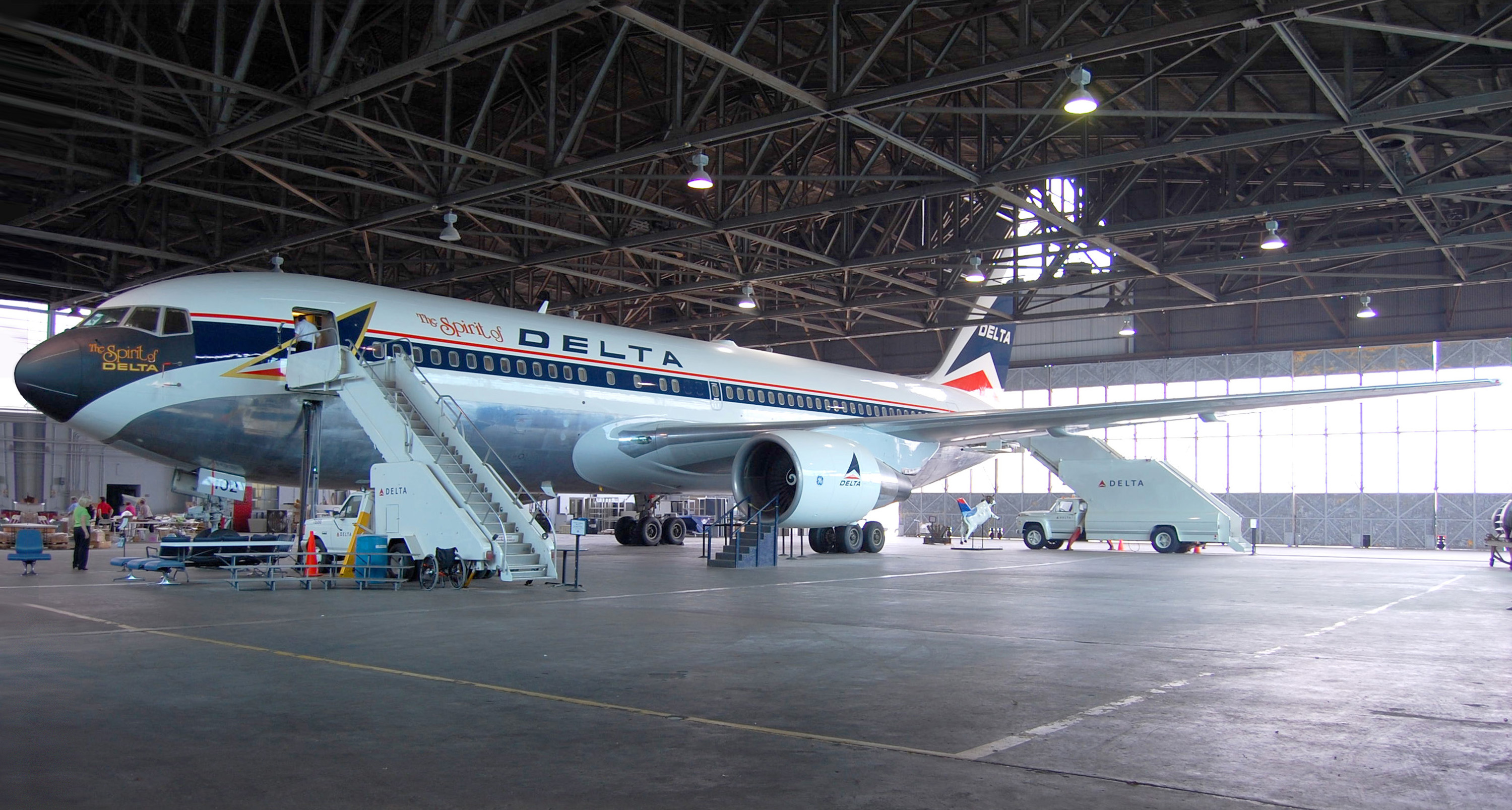
The Spirit of Delta au Delta Air Lines Air Transport Heritage Museum.

Comme de nouveaux 767 sortent d'assemblage, les anciens exemplaires sont retirés et mis à la ferraille. En 2010, quatre anciens 767-200 d'American Airlines sont démantelés pour pièces à Roswell dans le Nouveau-Mexique, et leurs sections de nez restent intactes pour des collectionneurs ou pour servir dans les films. De ces quatre appareils, le cockpit du N301AA, le huitième 767 construit, est transporté à Victorville en Californie pour être restauré puis exposé dans un musée.
Un appareil complet est connu pour être préservé pour exposition, le N102DA, le premier 767-200 à servir avec Delta Air Lines, et le douzième exemplaire construit,. L'appareil, baptisé The Spirit of Delta par les employés qui ont aidé à l'acheter en 1982, a subi une restauration au Delta Air Lines Air Transport Heritage Museum à Atlanta en Géorgie. La restauration est achevée en 2010. Équipé de l'intérieur original et d'affiches historiques, l'appareil est visitable par les employés de Delta et le grand public sur rendez-vous.

## Caractéristiques
|                                                      | 767-200                                                                 | 767-200ER                                                               | 767-300                                                   | 767-300ER                                                 | 767-300F                                                  | 767-400ER                                                 |
| ---------------------------------------------------- | ----------------------------------------------------------------------- | ----------------------------------------------------------------------- | --------------------------------------------------------- | --------------------------------------------------------- | --------------------------------------------------------- | --------------------------------------------------------- |
| Équipage du cockpit                                  | Deux                                                                    | Deux                                                                    | Deux                                                      | Deux                                                      | Deux                                                      | Deux                                                      |
| Nombre de sièges                                     | 181 (trois classes) 224 (deux classes) 255 ; 290 en option (une classe) | 181 (trois classes) 224 (deux classes) 255 ; 290 en option (une classe) | 218 (trois classes) 269 (deux classes) 350 (une classe)   | 218 (trois classes) 269 (deux classes) 350 (une classe)   | Aucun                                                     | 245 (trois classes) 304 (deux classes) 375 (une classe)   |
| Capacité cargo                                       | 81,4 m3 22 LD2                                                          | 81,4 m3 22 LD2                                                          | 106,8 m3 30 LD2                                           | 106,8 m3 30 LD2                                           | 438 m3 30 LD2 + 24 palettes                               | 129,6 m3 38 LD2                                           |
| Longueur                                             | 48,5 m                                                                  | 48,5 m                                                                  | 54,9 m                                                    | 54,9 m                                                    | 54,9 m                                                    | 61,4 m                                                    |
| Envergure                                            | 47,6 m                                                                  | 47,6 m                                                                  | 47,6 m                                                    | 47,6 m                                                    | 47,6 m                                                    | 51,9 m                                                    |
| Surface alaire                                       | 283,3 m2                                                                | 283,3 m2                                                                | 283,3 m2                                                  | 283,3 m2                                                  | 283,3 m2                                                  | 290,7 m2                                                  |
| Hauteur du fuselage                                  | 5,41 m                                                                  | 5,41 m                                                                  | 5,41 m                                                    | 5,41 m                                                    | 5,41 m                                                    | 5,41 m                                                    |
| Largeur du fuselage                                  | 5,03 m                                                                  | 5,03 m                                                                  | 5,03 m                                                    | 5,03 m                                                    | 5,03 m                                                    | 5,03 m                                                    |
| Largeur de la cabine (intérieur)                     | 4,72 m                                                                  | 4,72 m                                                                  | 4,72 m                                                    | 4,72 m                                                    | 4,72 m                                                    | 4,72 m                                                    |
| Capacité maximale de carburant                       | 63 000 L                                                                | 91 000 L                                                                | 63 000 L                                                  | 91 000 L                                                  | 91 000 L                                                  | 91 000 L                                                  |
| Masse à vide en ordre d'exploitation                 | 80 130 kg                                                               | 82 380 kg                                                               | 86 070 kg                                                 | 90 010 kg                                                 | 86 180 kg                                                 | 103 870 kg                                                |
| Masse maximale au décollage (MTOW)                   | 142 880 kg                                                              | 179 170 kg                                                              | 158 760 kg                                                | 186 880 kg                                                | 186 880 kg                                                | 204 120 kg                                                |
| Autonomie à MTOW                                     | 7 300 km transatlantique                                                | 11 825 km transpacifique                                                | 7 900 km transatlantique                                  | 11 065 km transpacifique                                  | 6 025 km transcontinental                                 | 10 415 km transpacifique                                  |
| Vitesse de croisière                                 | Mach 0,8, 851 km/h à l'altitude de croisière de 11 000 m                | Mach 0,8, 851 km/h à l'altitude de croisière de 11 000 m                | Mach 0,8, 851 km/h à l'altitude de croisière de 11 000 m  | Mach 0,8, 851 km/h à l'altitude de croisière de 11 000 m  | Mach 0,8, 851 km/h à l'altitude de croisière de 11 000 m  | Mach 0,8, 851 km/h à l'altitude de croisière de 11 000 m  |
| Vitesse de croisière maximale                        | Mach 0,86, 913 km/h à l'altitude de croisière de 11 000 m               | Mach 0,86, 913 km/h à l'altitude de croisière de 11 000 m               | Mach 0,86, 913 km/h à l'altitude de croisière de 11 000 m | Mach 0,86, 913 km/h à l'altitude de croisière de 11 000 m | Mach 0,86, 913 km/h à l'altitude de croisière de 11 000 m | Mach 0,86, 913 km/h à l'altitude de croisière de 11 000 m |
| Distance de décollage à MTOW (niveau de la mer, ISA) | 1 768 m                                                                 | 2 530 m                                                                 | 2 410 m                                                   | 2 530 m                                                   | 2 621 m                                                   | 3 109 m                                                   |
| Moteurs (×2)                                         | P&W JT9D-7R4 P&W PW4000-94 GE CF6-80A GE CF6-80C2                       | P&W PW4000-94 CF6-80C2                                                  | P&W JT9D-7R4 P&W PW4000-94 GE CF6-80A GE CF6-80C2         | P&W PW4000-94 GE CF6-80C2 RR RB211-524H                   | P&W PW4000-94 GE CF6-80C2 RR RB211-524H                   | P&W PW4000-94 CF6-80C2                                    |
| Poussée unitaire                                     | GE : 222 kN                                                             | PW : 282 kN GE : 276 kN                                                 | PW : 220 kN                                               | PW : 282 kN GE : 276 kN RR : 265 kN                       | PW : 282 kN GE : 276 kN RR : 265 kN                       | PW : 282 kN GE : 282 kN                                   |

Sources : rapport de planification aéroportuaire du Boeing 767, caractéristiques du Boeing 767,,,, et d'autres sources.